# Chamaeleonidae
Caméléonidés
« Caméléon » redirige ici. Pour les autres significations, voir Caméléon (homonymie).
Famille
Synonymes
- Chamaeleoninae Rafinesque, 1815
- Brookesinae Nopsca, 1923

Les Caméléonidés (Chamaeleonidae) sont une famille de sauriens surtout arboricoles, définie par Constantin Rafinesque en 1815. Elle contient près de 200 espèces  de  caméléons. Cette famille est divisée en deux sous-familles : les Chamaeleoninae et les Brookesiinae (en).
Ce sont des animaux qui se caractérisent par la mobilité indépendante de leurs yeux, leur langue protractile qui leur permet d'attraper leurs proies à distance, les doigts groupés en deux blocs opposables assurant une bonne prise sur les branches, leur capacité à changer de couleur, et enfin leur queue qui sert à se stabiliser.

## Description

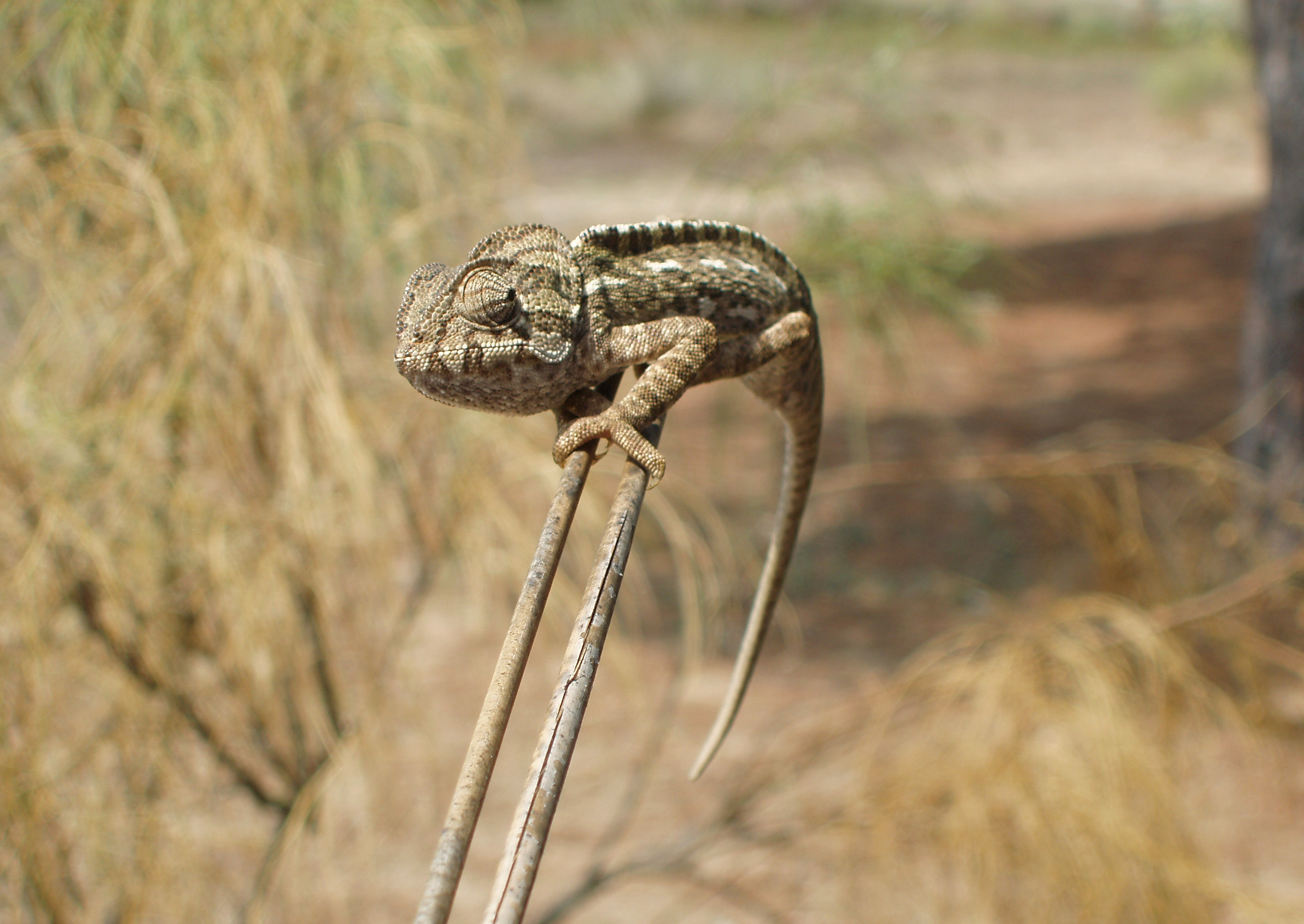
Un caméléon commun à El Puerto de Santa María en Andalousie, (Espagne).

Les caméléons sont des lézards et donc des reptiles qui présentent de nombreuses particularités anatomiques et biologiques semblables.

### Queue
Les caméléons sont dotés d'une queue assez longue (entre un tiers et la moitié de la longueur totale chez la plupart des espèces). Cette queue peut s'enrouler sur elle-même, et est souvent utilisée pour assurer une meilleure prise dans les arbres.
Ceci n'est vrai que pour les caméléons arboricoles. Les caméléons nains (genres Rhampholeon, Rieppeleon et Brookesia), de mœurs quasi-terrestres, présentent en général une queue bien plus petite et moins mobile.

### Doigts
Les doigts des pattes, griffus, sont rassemblés en deux groupes opposés qui forment une sorte de pince, utilisée pour agripper solidement les branches lors de leurs déplacements. Ils sont dits zygodactyles. Les doigts sont regroupés de sorte que la pince ait deux doigts en vis-à-vis des trois autres. Chez de nombreuses espèces les doigts adjacents sont plus ou moins soudés entre eux.

### Crêtes et cornes

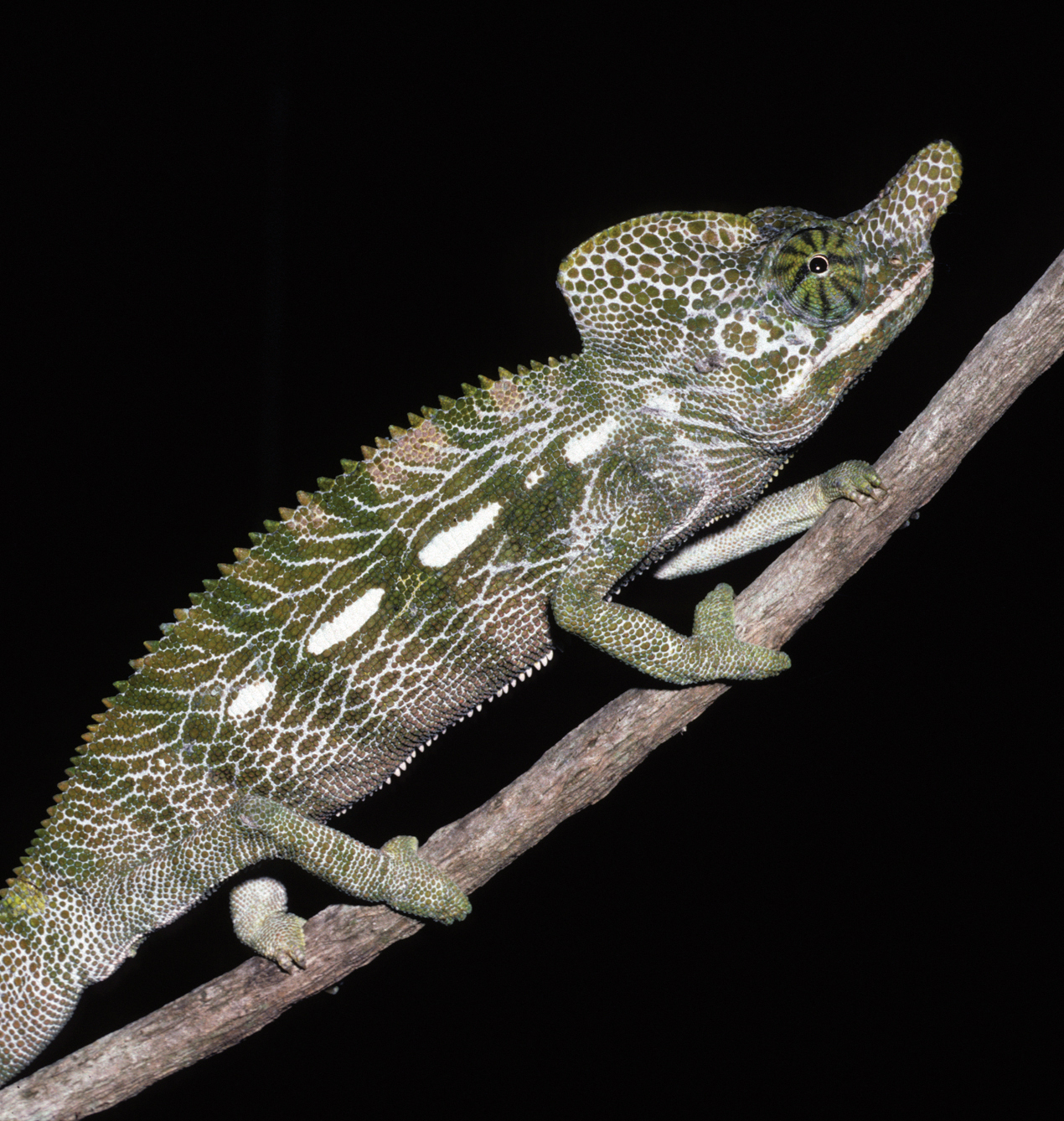
Furcifer labordi possède des appendices crâniens proéminents.

Les caméléons sont souvent dotés de casques, crêtes et cornes. Ce sont des téguments que l'on retrouve plus ou moins développés chez toutes les espèces.
Certaines espèces comme Trioceros jacksonii ou Trioceros johnstoni présentent de grandes cornes (jusqu'à 3 cm) sur le rostre. D'autres espèces ont une ou deux cornes, plus ou moins longues. Certaines espèces n'en ont pas du tout.
D'autres (par exemple, Chamaeleo calyptratus) présentent une crête rigide très proéminente sur le crâne.
D'autres encore ont une crête plus ou moins développée qui court sur le dos ou le ventre, parfois jusque sur la queue.
Quasiment toutes les espèces présentent une structure épaisse sur le dessus du crâne, un peu comme un casque.

### Dimorphisme sexuel
Les mâles et femelles sont souvent très différents.
Les mâles sont en général plus grands et gros, bien qu'il existe quelques exceptions. De plus, les crêtes, casques ou cornes sont en général moins développés, voire complètement absentes, chez les femelles. La robe est généralement très différente ; les mâles ont la plupart du temps des couleurs plus vives et contrastées.
Les caméléons nains (genres Rhampholeon, Rieppeleon et Brookesia) font encore exception. Mâles et femelles ont généralement les mêmes couleurs, et les femelles sont la plupart du temps plus grandes.

### Vision
Les yeux des caméléons sont proéminents et dotés de mouvements indépendants. Ceci leur permet de surveiller simultanément tous les côtés à l'approche de prédateurs. Lorsqu'ils repèrent une proie, les yeux convergent sur celle-ci pour obtenir une meilleure précision.

Quasiment dépourvus de bâtonnets, les caméléons ont une très mauvaise vue nocturne − et ont un mode de vie diurne.

### Langue

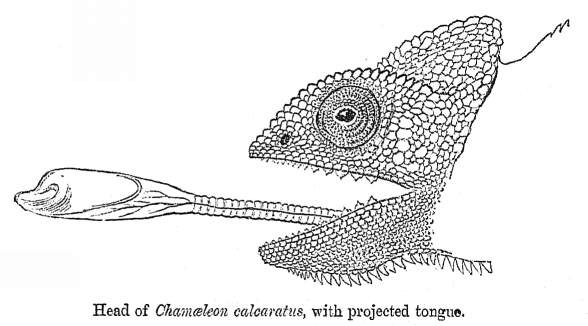
Structure de la langue d'un caméléon.

Pour chasser leurs proies les caméléons utilisent leur langue protractile. Composée entre autres de muscles propulseurs et rétracteurs, la langue est rangée dans la bouche sur l'os hyoïde. L'animal projette avec une grande précision sa langue (dont l'extrémité est couverte d'un mucus gluant) sur ses proies, puis ramène le tout dans sa bouche. La viscosité de son mucus est 400 fois supérieure à celle de la salive humaine,.
Selon les espèces, la langue peut atteindre presque deux fois la longueur du corps de l'animal. Le caméléon projette sa langue en 1/25e de seconde (à plus de 20 km/h), s'empare d'une proie qui peut atteindre un tiers de sa propre masse, et la ramène à sa bouche en une demi-seconde. La projection puis la rétraction de la langue ainsi que la préhension de la proie associent plusieurs mécanismes physiques d'une certaine complexité. Pour les espèces les plus performantes, l'accélération entre zéro et 97 km/h se fait en un centième de seconde.

Capture d’une proie
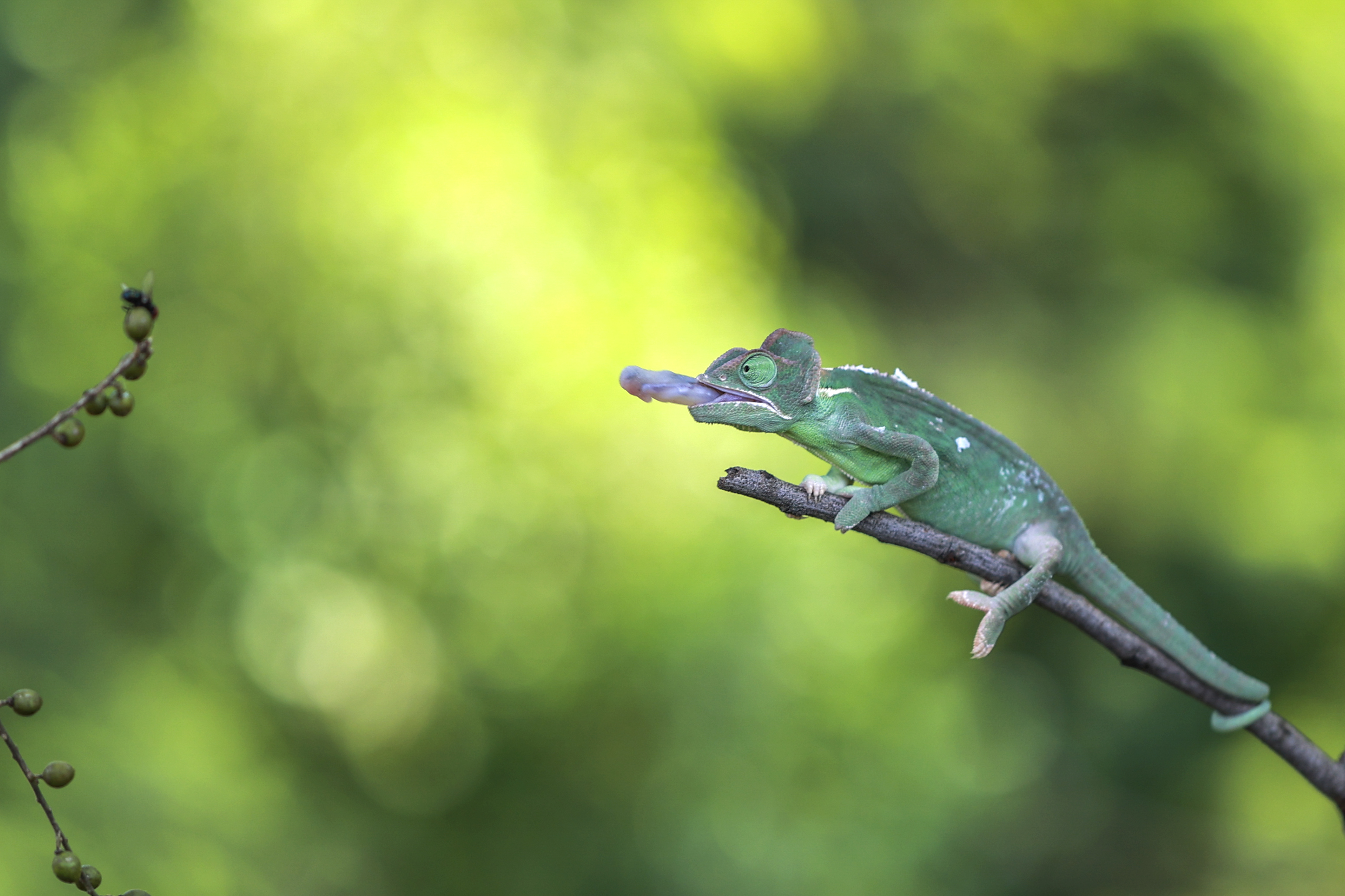
Le caméléon projette sa langue vers la proie.
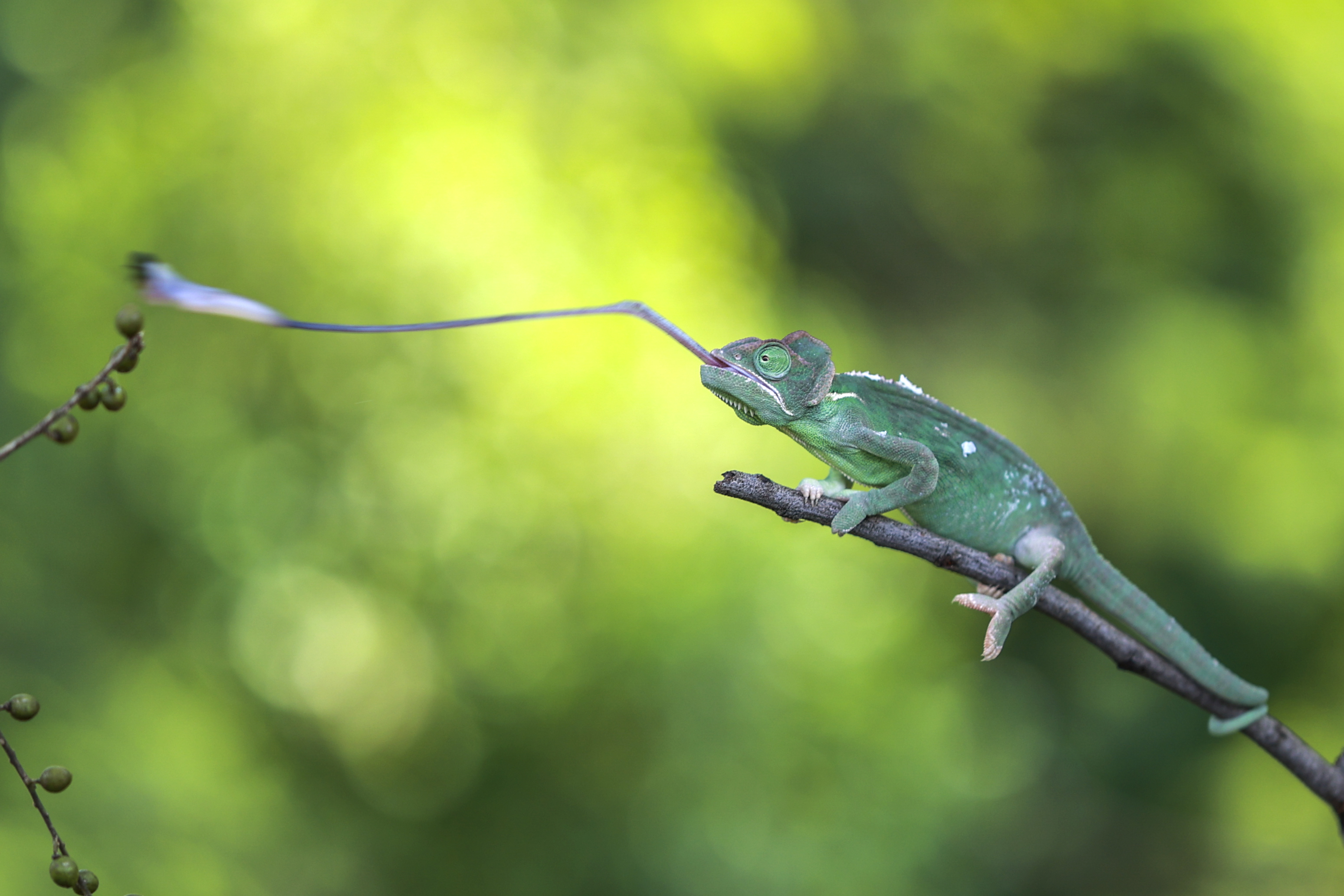
Il capture la proie avec sa langue.
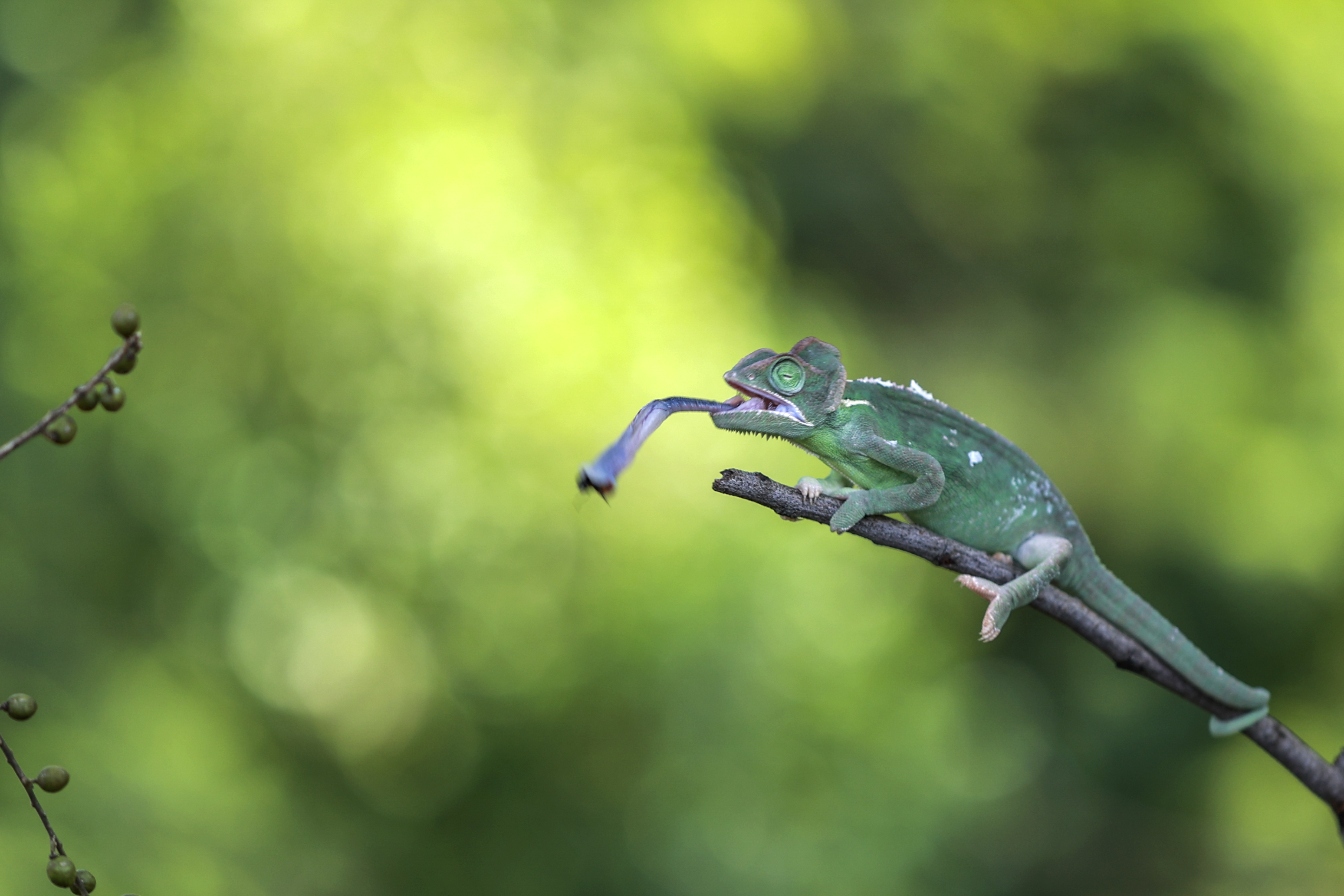
Il ramène sa langue avec la proie collée.
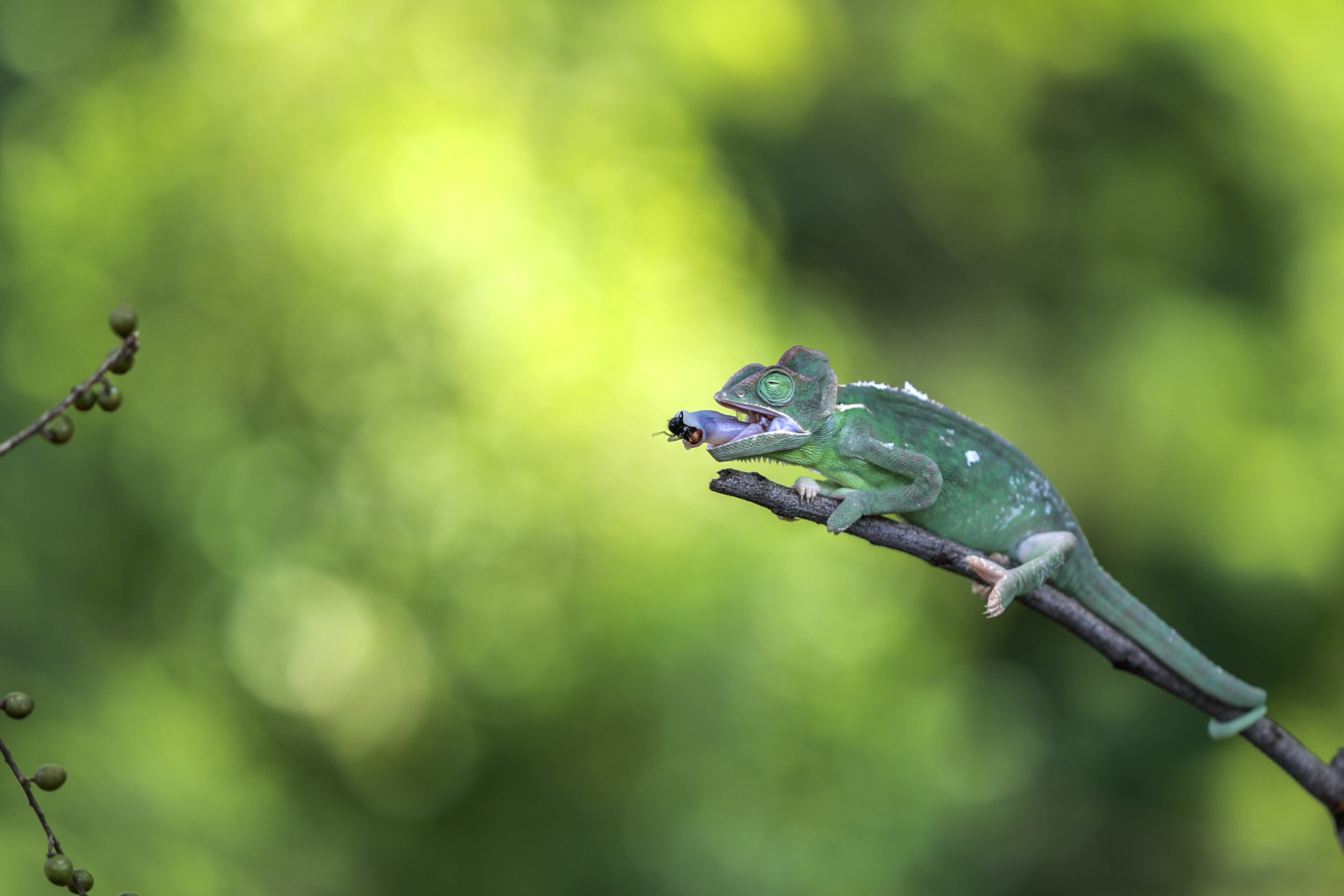
Il introduit la proie dans sa bouche.

### Couleurs

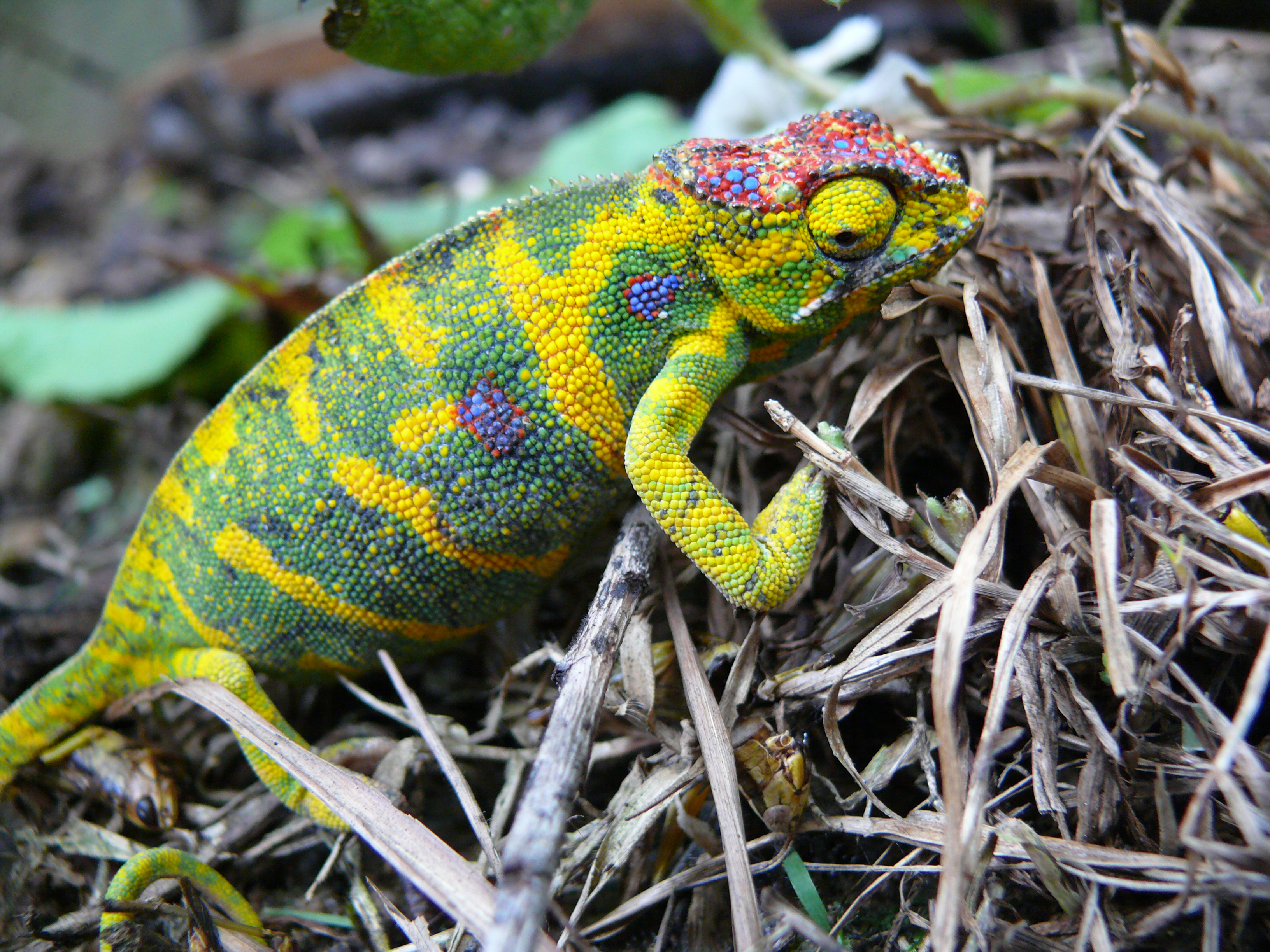
Une femelle gravide peut présenter des couleurs de défense très vives, comme ici un Furcifer minor avec une robe jaune et verte et des taches rouges et bleues.

Les caméléons sont également connus pour leurs couleurs variées, et surtout la capacité chez certaines espèces de la modifier rapidement. Leur épiderme possède deux couches de nanocristaux qui leur permettent de changer de couleur et de refléter la lumière dans le proche infrarouge.
Le philosophe péripatéticien Théophraste pensait que le phénomène de changement de couleur du caméléon — la métamorphose — provenait de l'air qui remplit son corps : comme ses poumons occupent presque tout son abdomen, l'air prédomine, et faciliterait le changement de couleur.
Or, il s'agit principalement d'un mécanisme de communication sociale (les couleurs sombres marquent la colère, l’agressivité, avec des variations des rayures sur les flancs et des signaux visuels changeants qui se concentrent sur la face des combattants ; les mâles utilisent des couleurs claires et variées pour courtiser les femelles), et non d’une technique de camouflage (Alfred Edmund Brehm est le premier à avoir défendu cette thèse au XIXe siècle). Cependant la plupart des caméléons semblent utiliser le changement de couleur dans les deux buts. Le changement de couleur serait apparu d'abord comme un moyen de communication, le camouflage n’intervenant que secondairement,. Le Bradypodion taeniabronchum utilise cette technique de camouflage avec une efficacité remarquable.
Les robes des caméléons permettent de les identifier : chacun a un milieu favori. Les caméléons nains, plutôt terrestres, ont en général une robe plutôt marron, mais les espèces arboricoles arborent souvent du vert, du jaune ou du bleu.

### Taille

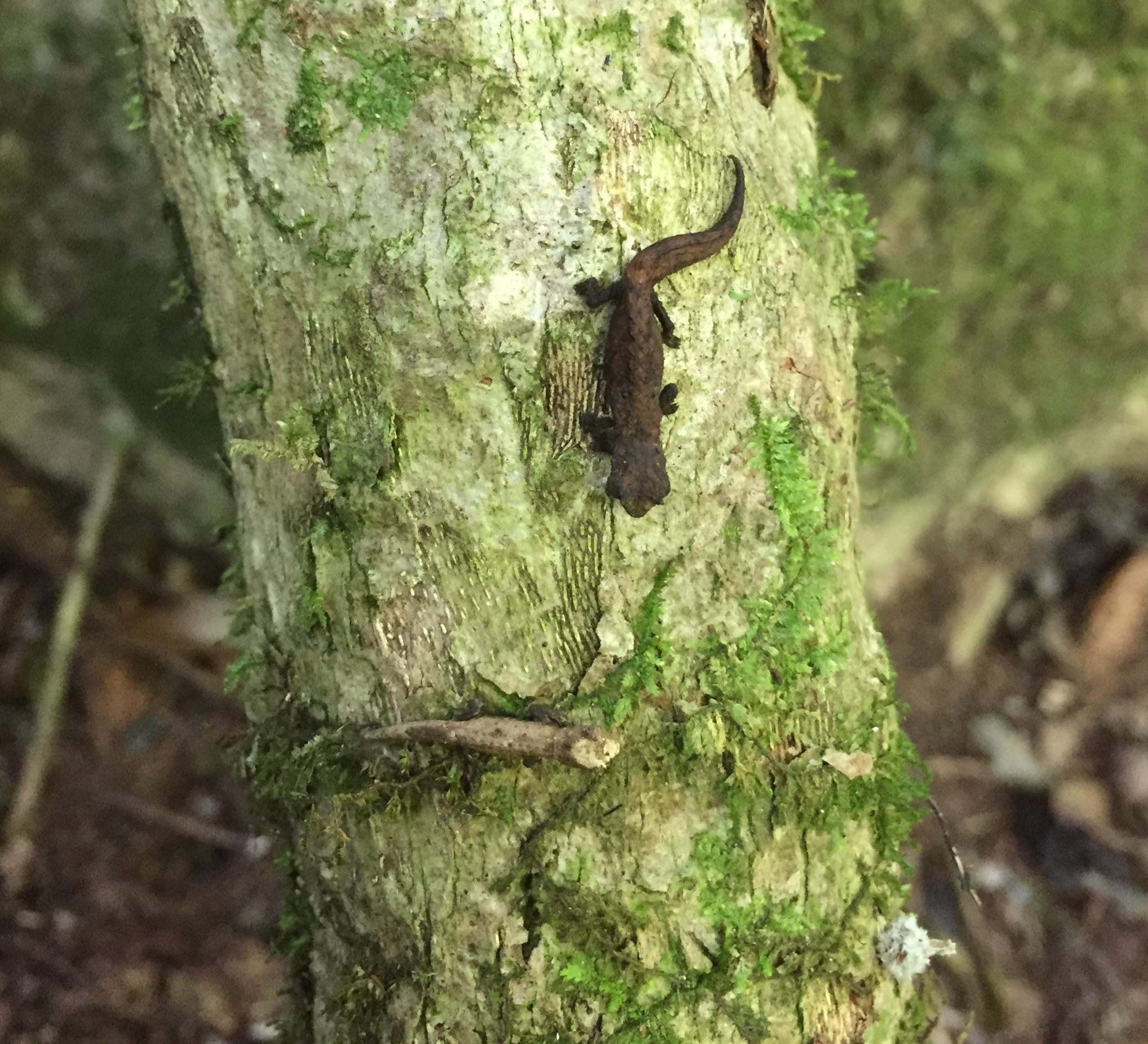
Brookesia de la Montagne d'Ambre-Madagascar

Les caméléons sont des reptiles de taille modérée : les plus petites espèces font près de 3 cm de long (Brookesia nana, découvert en février 2012), et les plus grandes atteignent les 70 cm (Trioceros melleri, Calumma parsonii). Ces tailles s'entendent queue comprise.

## Répartition

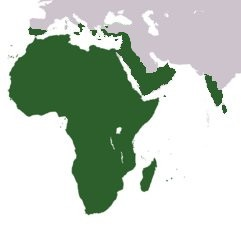
Distribution des caméléons

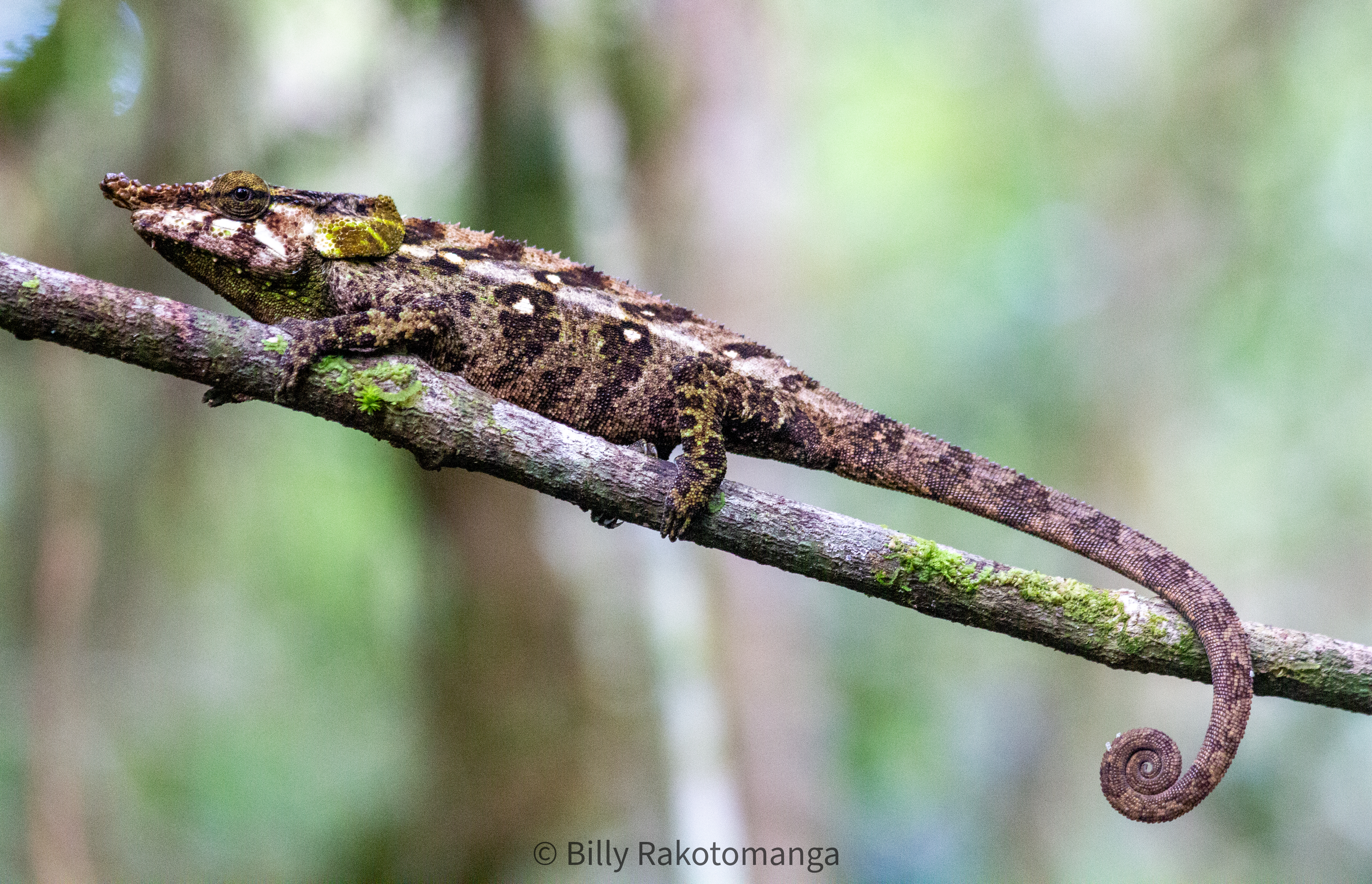
Callumna malta de Madagascar

Les espèces de cette famille se rencontrent en Afrique, au Moyen-Orient, à Madagascar, en Asie du Sud et dans le sud de l'Europe.
Ces reptiles se rencontrent principalement en Afrique, à l'exception de la plupart des déserts, ainsi que dans les îles alentour : Madagascar, Seychelles, Comores, Canaries, Réunion, nombreuses îles de la Méditerranée. Une espèce se rencontre également dans le sud de l'Europe (Portugal, Italie, Espagne, Péloponnèse) : Chamaeleo chamaeleon. On rencontre également deux espèces dans la péninsule Arabique (Chamaeleo calyptratus, Chamaeleo arabicus), et une dernière espèce (Chamaeleo zeylanicus) en Inde, au Pakistan et au Sri Lanka.

Plus des deux tiers des caméléons vivent à Madagascar.
Ils vivent principalement dans des zones forestières ou dans les plaines broussailleuses, humides à très humides, parfois jusqu'à plus de 2 000 m d'altitude.

## Comportement

### Reproduction
Selon les espèces la reproduction a lieu une fois par saison ou plusieurs fois. Les femelles de nombreuses espèces sont capables de retenir le sperme des mâles durant parfois plus d'un mois et de s'auto-féconder (nombreuses espèces de Chamaeleo, quelques espèces de Furcifer et de Bradypodion). La gestation dure en général d'un à deux mois, mais peut durer près de 6 mois chez certaines espèces (notamment, du genre Calumma).
La majorité des espèces de caméléons sont ovipares. La majorité des femelles creusent le sol pour y pondre leurs œufs, à l'exception des petites espèces (caméléons nains, comme le Rhampholeon) qui les déposent sur le sol. La durée d'incubation est extrêmement variable. Elle va d'une cinquantaine de jours chez les caméléons nains à plus d'une centaine de jours chez la plupart des espèces. Cette durée peut même dépasser une année et approcher deux ans chez quelques espèces (Calumma parsonii en particulier).
Certains caméléons sont ovovivipares. Ce sont généralement des animaux vivant en altitude, où les œufs auraient peu de chance de se développer. Après une gestation assez longue les petits naissent dans des membranes translucides qu'ils percent très peu de temps après. On trouve dans cette catégorie plusieurs Chamaeleo (C. jacksoni, C. werneri, C. rudis, C. ellioti, C. fuelleborni, C. affinis, C. bitaniatus...) ainsi que plusieurs Bradypodion (B. damaranum, B. pumilum, B. setaroi, B. ventrale...).
Certaines espèces sont "intermédiaires". Elles sont techniquement ovipares, mais donnent naissance à des œufs dotés d'une fine membrane, contenant des embryons bien développés et quasi-viables. Ces œufs éclosent au bout d'un mois environ (par exemple Rhampholeon marshalli).

### Alimentation
Tous les caméléons sont des  insectivores. Ils attrapent la plupart des insectes qui passent à leur portée. Certaines espèces − en général les plus grandes − consomment également de petits oiseaux et de petits lézards ou geckos.
Les caméléons apprivoisés sont nourris d'insectes tels que les grillons, blattes et cloportes... Les caméléons mangent aussi de la verdure, bien que certaines plantes soient  toxiques pour eux (comme le lierre).[réf. nécessaire]

## Origines

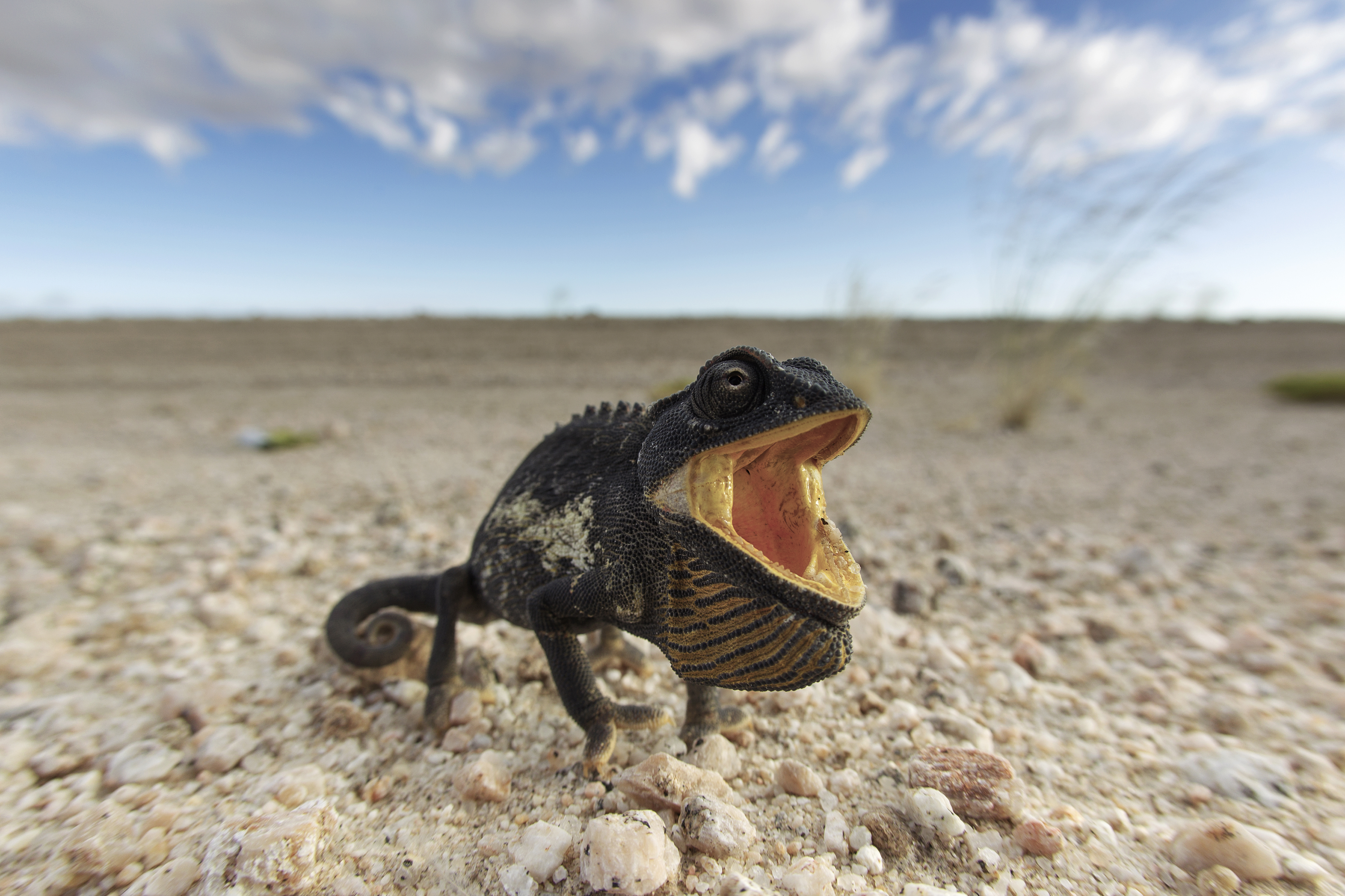
Un Chamaeleo namaquensis en posture menaçante, dans le désert du Namib

Les caméléons sont peut-être issus des lézards, dont les plus anciens fossiles connus datent du Crétacé. Certains auteurs supposent que le genre Mimeosaurus (en) (Gilmore, 1928) est l'ancêtre direct des caméléons actuels (Romer, 1966). Les fossiles anciens incontestables de caméléons sont assez rares. Le plus vieux connu, Chamaeleo caroliquarti (en), a été découvert en Europe centrale et date de 26 Ma. En 1999 un fossile datant de 99 Ma, doté d'une longue langue et d'un entoglossal (un élément allongé de l'os hyoïde qui sert aux caméléons à projeter leur langue), a été pris pour un caméléon ancestral (ce qui aurait indiqué une origine asiatique des caméléons) ; mais sa description en 2020 a montré qu'il s'agissait en fait d'un amphibien sans lien phylogénétique direct,.
L'île de Madagascar est souvent considérée comme le berceau des caméléons, du fait que c'est là que se trouvent la majorité des espèces existantes ainsi que la plus forte variété de formes. Mais cette idée est actuellement contestée. De nombreux auteurs considèrent que les caméléons viendraient d'Afrique orientale, se basant sur le fait qu'on y trouve de nombreuses formes différentes et du fait de la présence de fossiles (Hillenius, 1959). Pour appuyer cette thèse des recherches génétiques (Matthey, 1957 ; Matthey & Van Brink, 1960) ont montré que les caméléons présentaient deux types de chromosomes, l'un « continental » et l'autre « insulaire ». Les caméléons de Madagascar et des îles voisines possèdent les deux types, les autres n'ayant que ceux de type continental. Ceci semble indiquer une diversification plus tardive pour les espèces malgaches.
Dans le passé, les caméléons ont eu une aire de répartition bien plus étendue qu'aujourd'hui. On les rencontrait en Afrique mais aussi en Chine (Anquingosaurus brevicephalis Hou, 1976) et en Europe Centrale (Chamaeleo bavaricus Scheich, 1983 et C. caroliquari Moddy & Rocek, 1980). Ils reculèrent vers le sud au Quaternaire, durant la baisse des températures dans l'hémisphère nord, et on ne les rencontre plus que dans le Sud de l'Italie, le Sud de l'Espagne, au Portugal et en Grèce (Chamaeleo chamaeleon) pour la partie européenne. L'Arabie fut peuplée par trois séries de migrations successives, correspondant à des espèces ou sous-espèces distinctes (Chamaeleo arabicus, C. calyptratus et C. chamaeleon orientalis) (Arnold, 1980, Hillenius & Gasperetti, 1984, Necas, 1995).
À l'heure actuelle certaines espèces ont été introduites par l'homme, à la suite de libération d'animaux dans la nature. C'est en particulier le cas de Hawaï (Chamaeleo jacksonii originaire du Kenya), et de quelques colonies en Californie, en Alabama et en Australie. C'est également le cas de Furcifer pardalis introduit à La Réunion où il s'est très bien acclimaté et où il bénéficie du statut d'espèce protégée.

## Liste des genres
Selon The Reptile Database (3 juin 2017) :
- genre Archaius Gray, 1865 (genre endémique des Seychelles)
- genre Bradypodion Fitzinger, 1843 (Afrique du Sud)
- genre Brookesia Gray, 1865 (genre endémique de Madagascar)
- genre Calumma Gray, 1865 (genre endémique de Madagascar)
- genre Chamaeleo Laurenti, 1768  (genre le plus répandu géographiquement)
- genre Furcifer Fitzinger, 1843 (genre endémique de Madagascar et des pays insulaires voisins)
- genre Kinyongia Tilbury, Tolley & Branch, 2006 (Afrique de l'Est)
- genre Nadzikambia Tilbury, Tolley & Branch, 2006 (Mozambique)
- genre Palleon Glaw, Hawlitschek & Ruthensteiner, 2013 (genre endémique de Madagascar)
- genre Rhampholeon Günther, 1874 (Afrique équatoriale)
- genre Rieppeleon Matthee, Tilbury & Townsend, 2004 (Afrique de l'Est)
- genre Trioceros Swainson, 1839 (Afrique équatoriale)

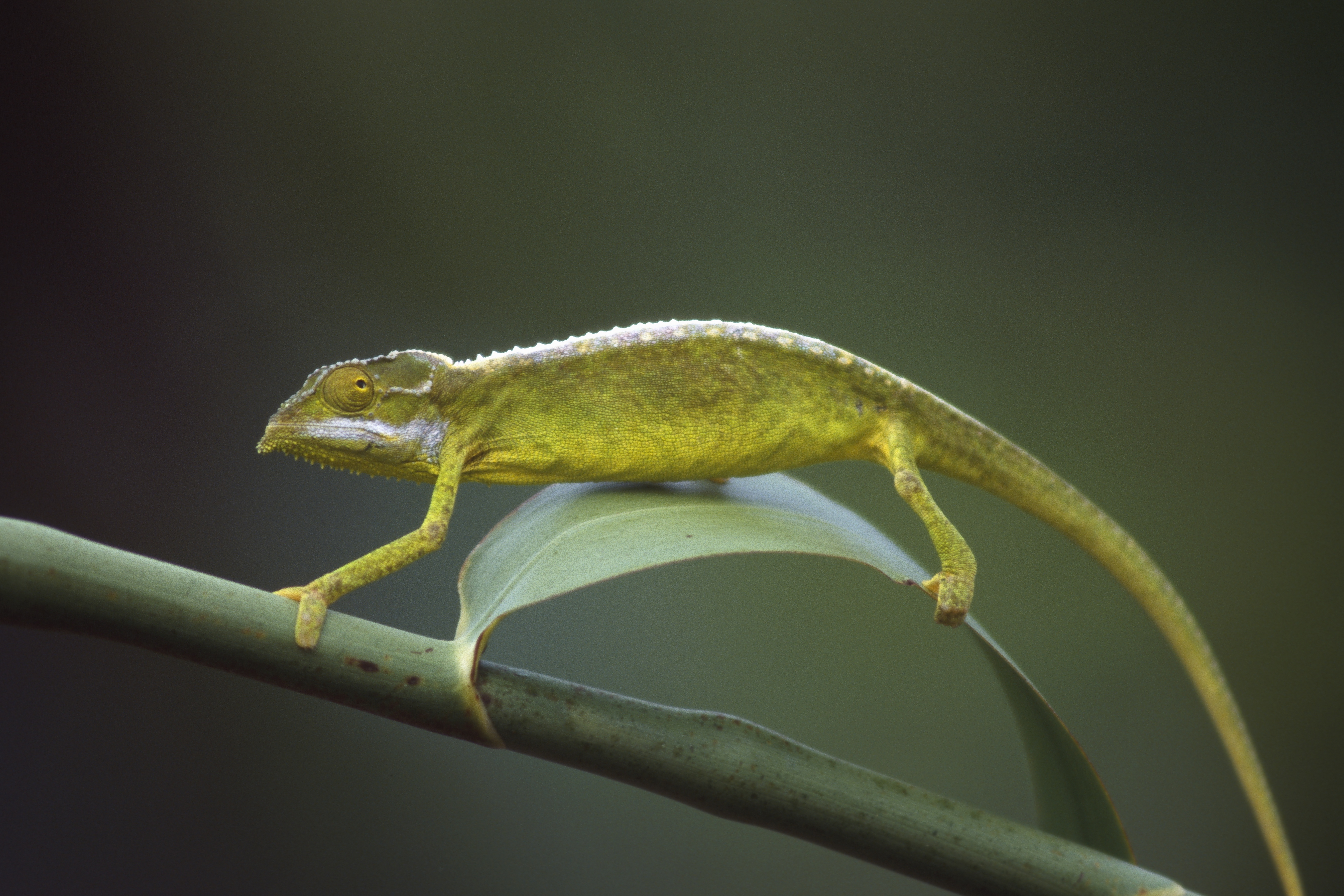
Archaius tigris
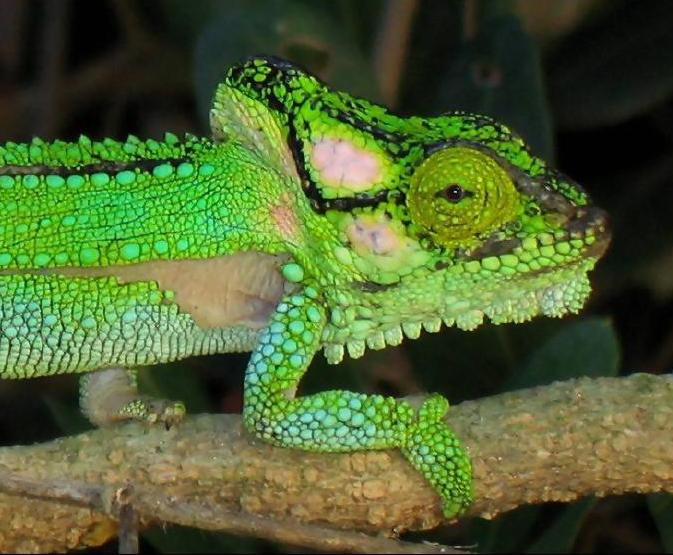
Bradypodion damaranum
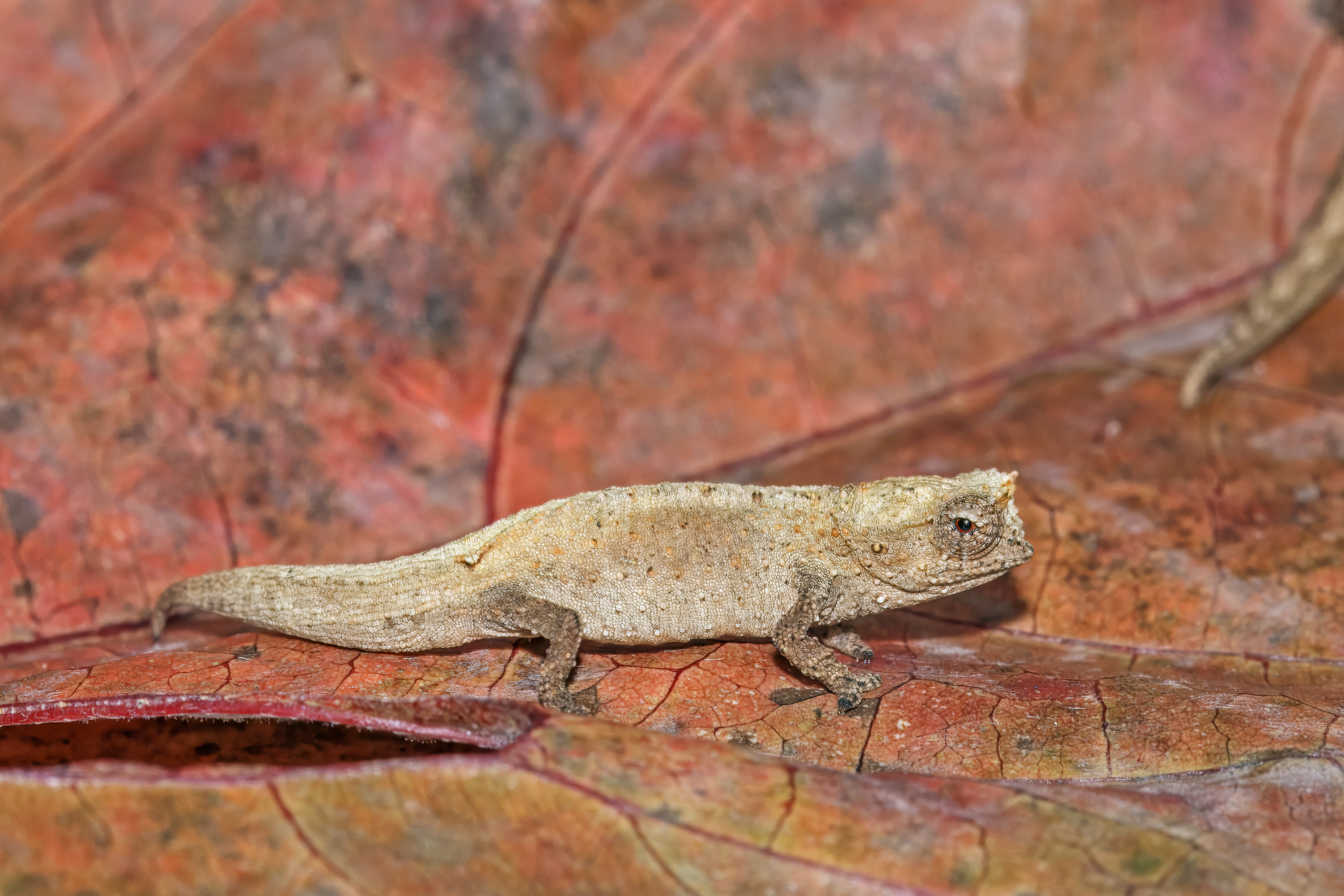
Brookesia tuberculata
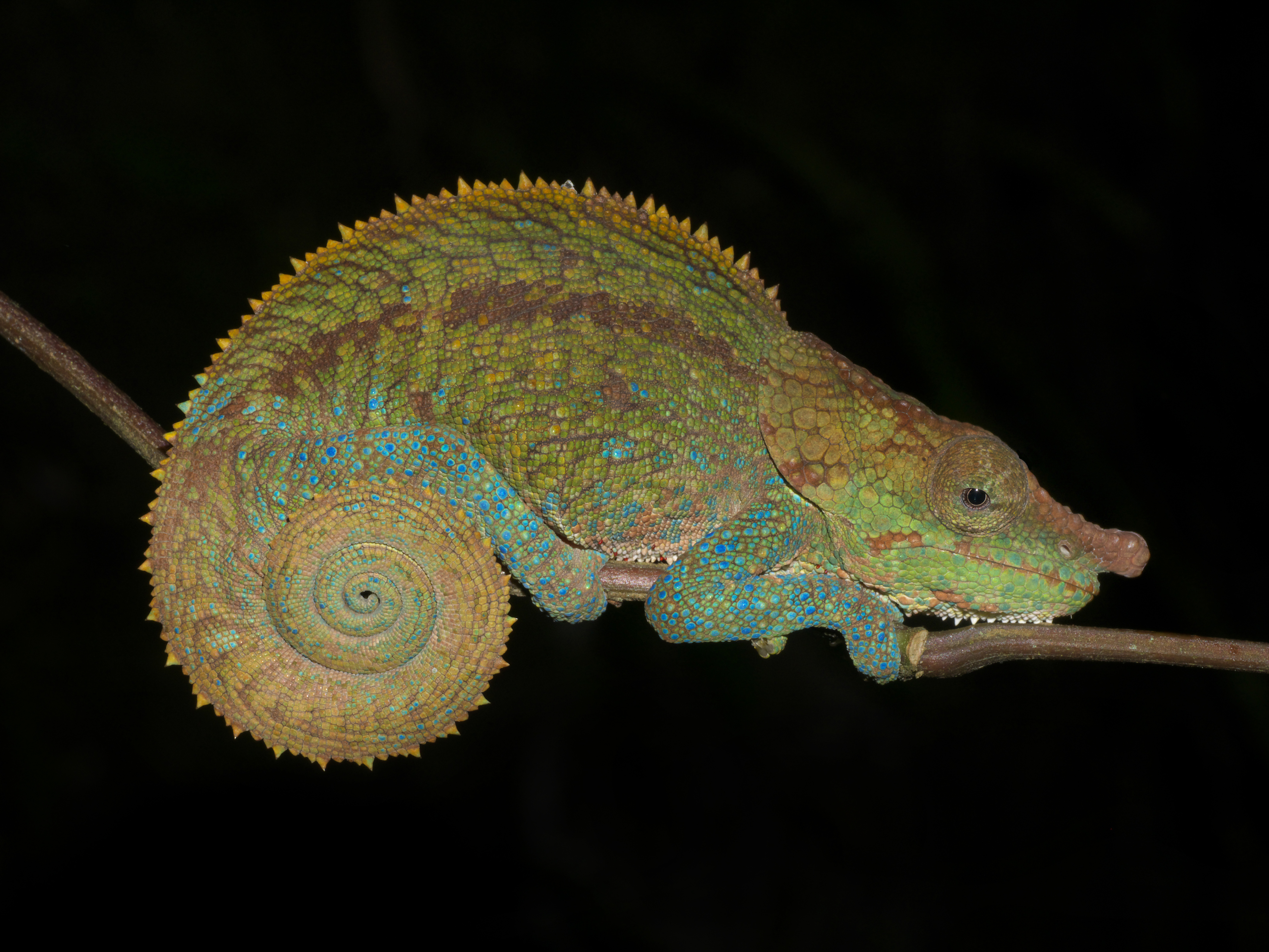
Calumma crypticum
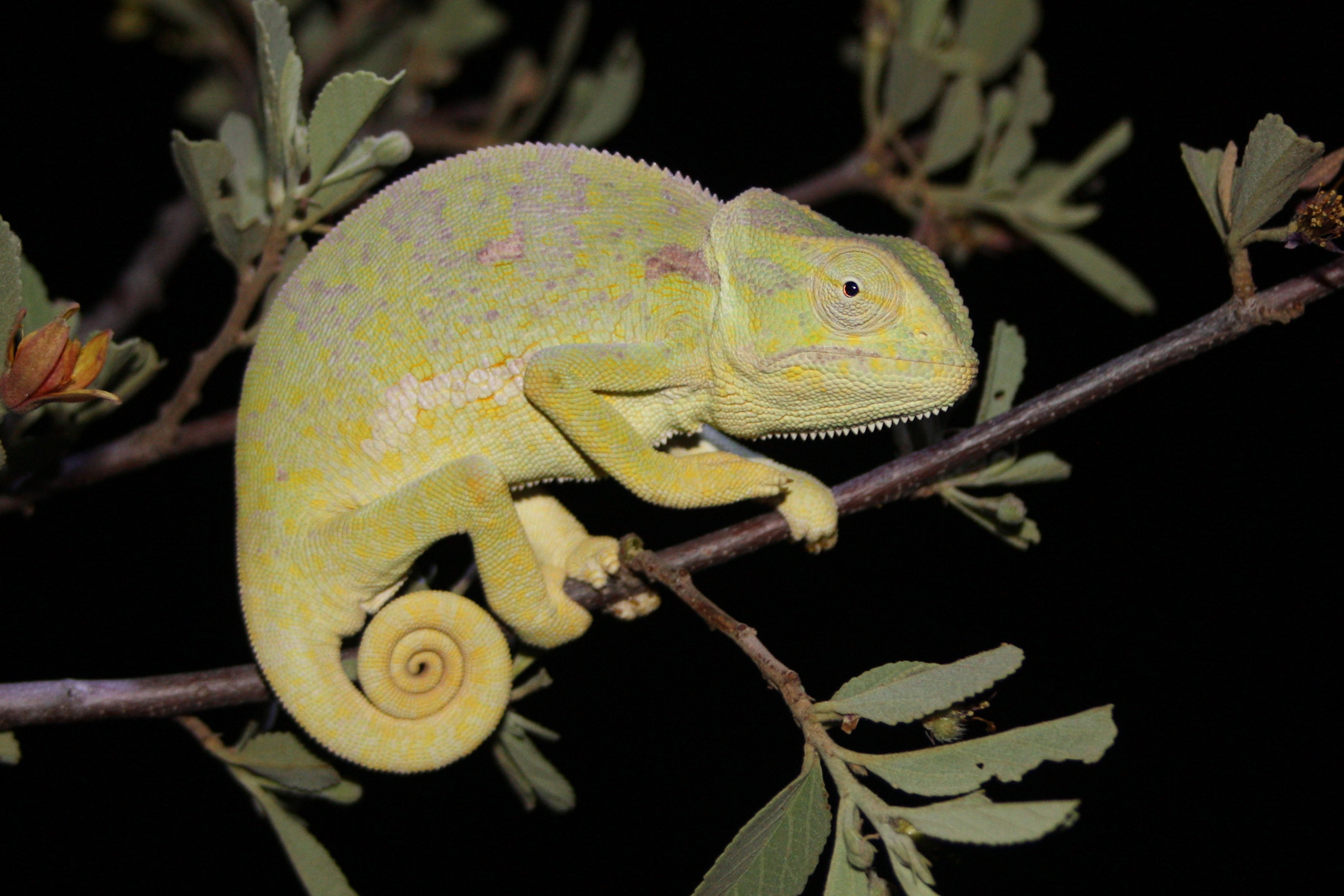
Chamaeleo dilepis
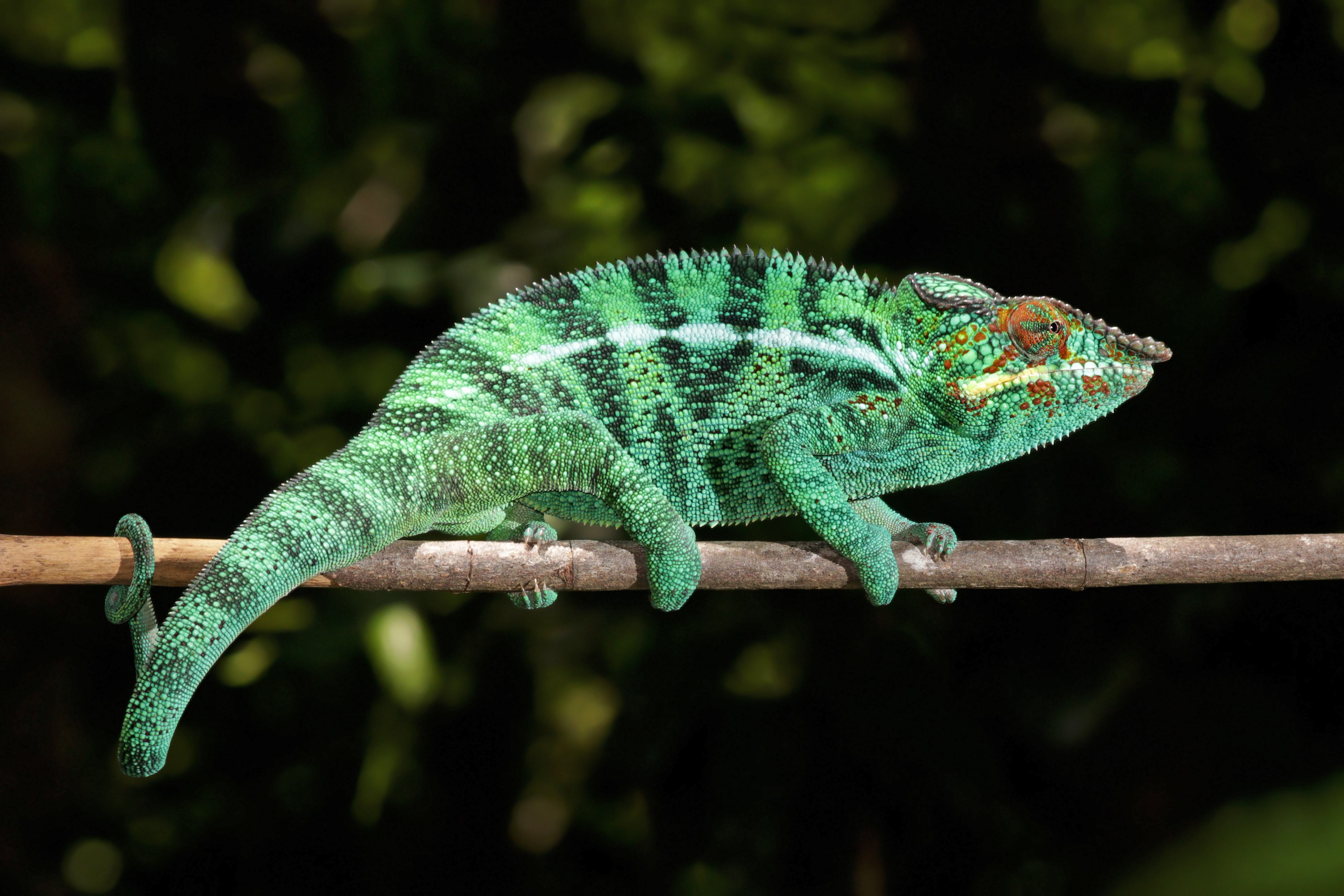
Furcifer pardalis
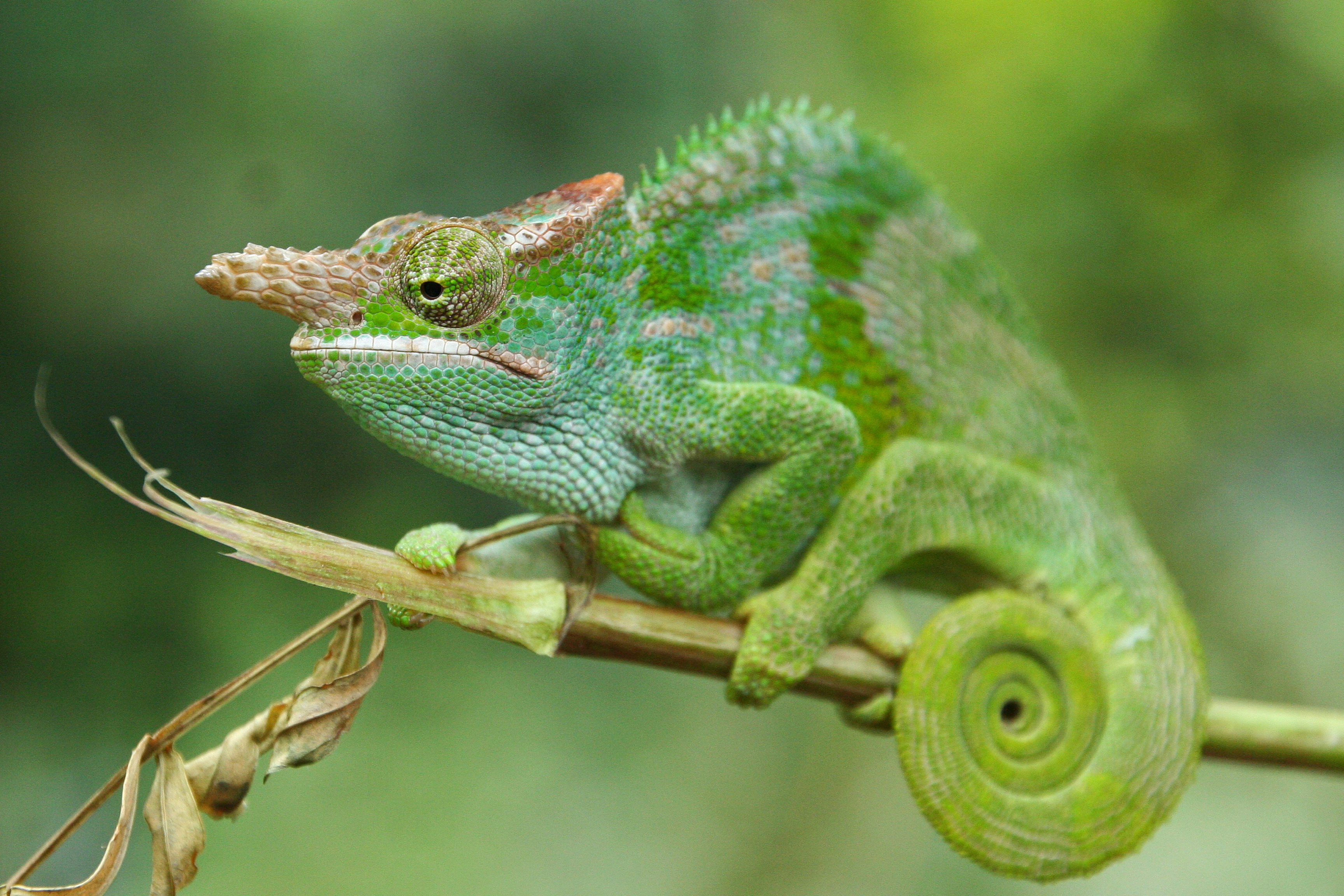
Kinyongia multituberculata
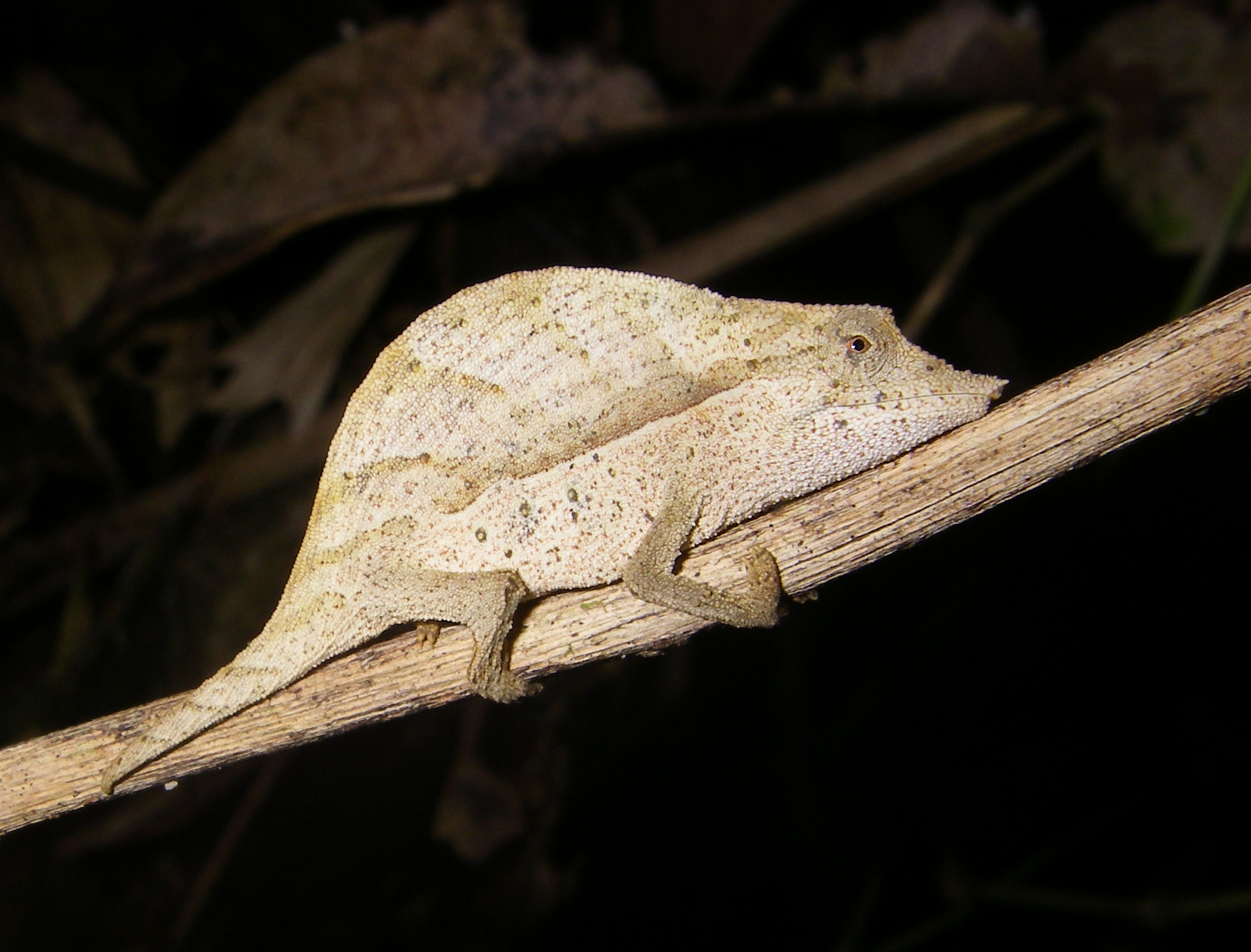
Palleon nasus
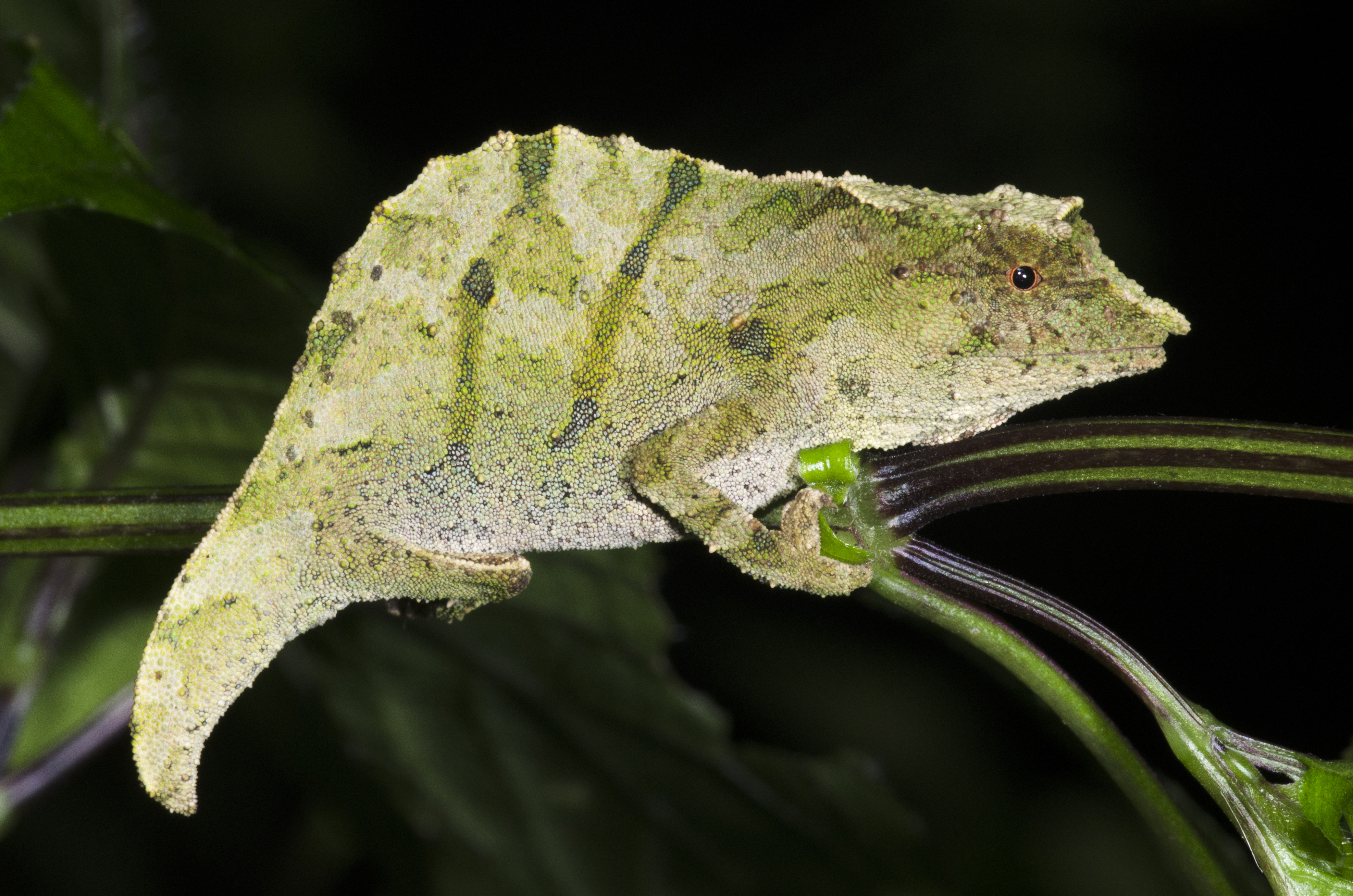
Rhampholeon moyeri
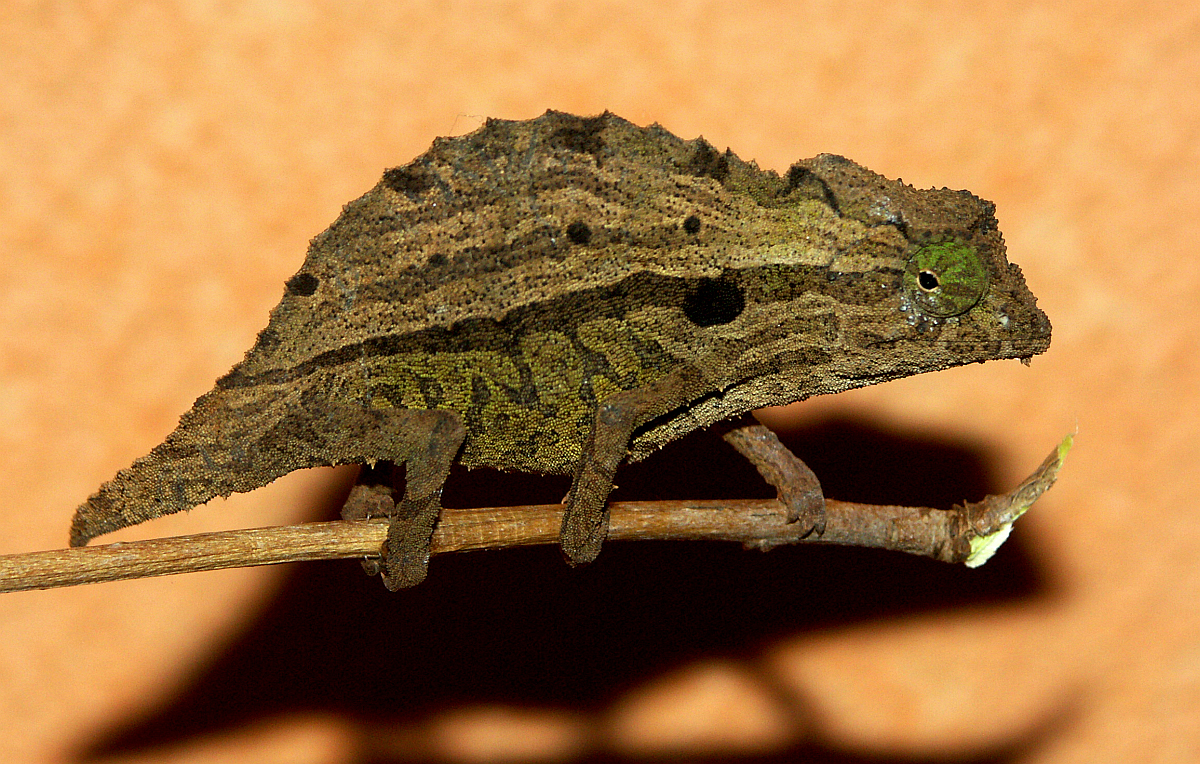
Rieppeleon brevicaudatus
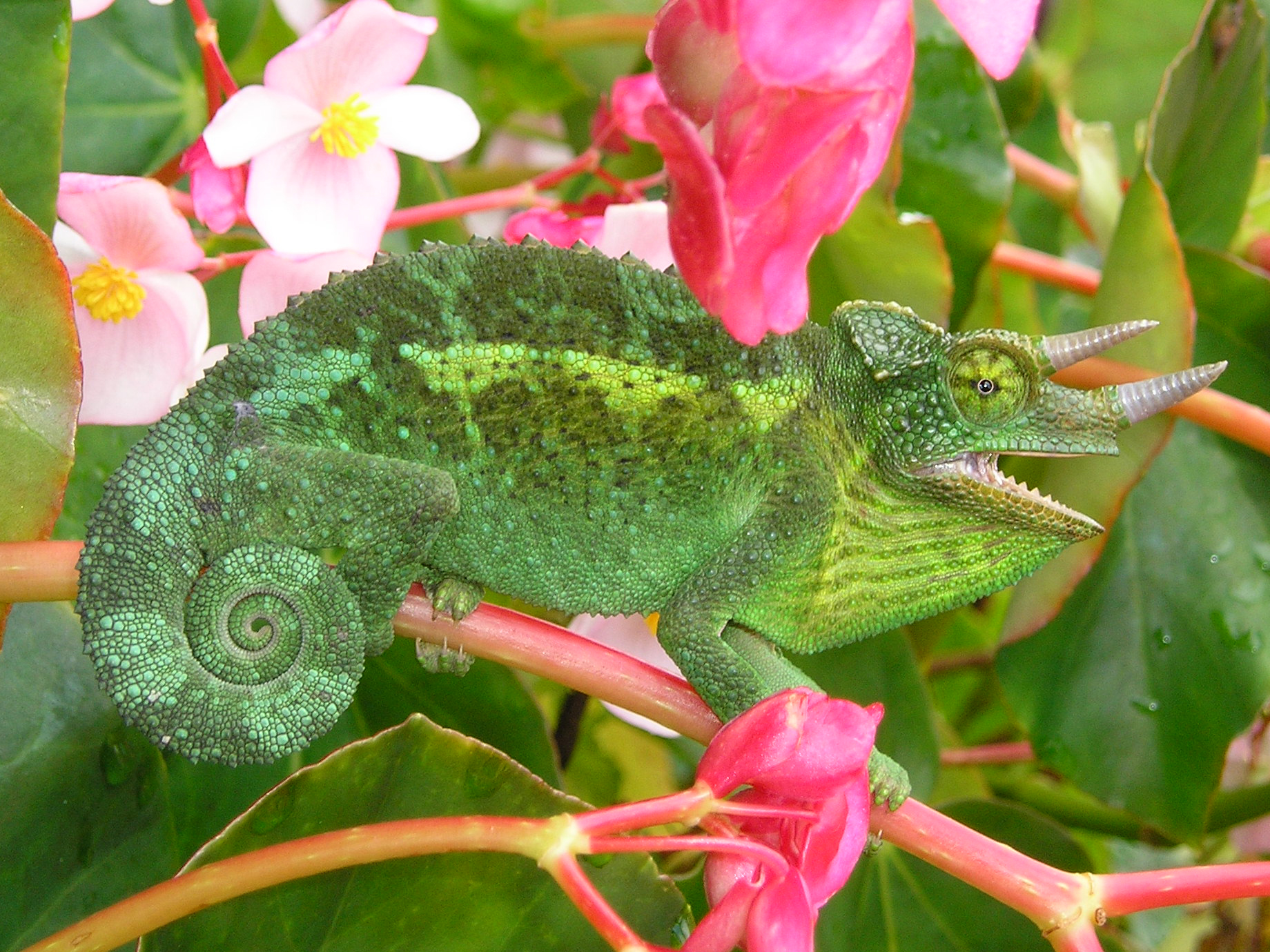
Trioceros jacksonii

## Étymologie
Le terme caméléon est issu du latin chamaeleon lui-même issu du grec ancien χαμαιλέων [khamaileon], le terme se décompose en deux racines χαμαί [khamai] qui signifie sur la terre, sur le sol et de λέων [leon] qui signifie lion. Ce terme semble issu de l'Akkadien nēš qaqqari qui signifie littéralement lion du sol.
Le nom scientifique de cette famille, Chamaeleonidae, dérive de la même racine et du nom du genre Chamaeleo avec la terminaison -dae désignant le rang de famille.

## Les caméléons et les humains

### Histoire scientifique
Les caméléons sont nommés et longuement décrits dans l'Histoire des animaux d'Aristote, qui en fournit une description très précise. Pline l'Ancien poursuit cette oeuvre, mais introduit de nombreux mythes et idées fantaisistes, comme le fait qu'ils ne se nourrissent que d'air, idée reprise ensuite par Ovide. Les bestiaires médiévaux, très influencés par Pline, s'éloignent encore plus de la réalité scientifique et en font un animal presque mythique, d'autant plus qu'ils tendent à confondre cet animal avec le chameau, quasi-homonyme en latin médiéval. 
Au XVIIe siècle, des caméléons sont offerts à Louis XIV, et Mademoiselle de Scudéry, qui en écrit des descriptions précises et s'efforce de dissiper certains mythes, notamment sur la manière dont ils peuvent changer de couleur. Des caméléons domestiques font également l'objet d'importantes descriptions chez Nicolas de Peiresc et Claude Perrault. 
C'est enfin au XVIIIe siècle qu'une approche scientifique commence réellement à propos de ces animaux, notamment sur la base des travaux de M. Formey, secrétaire de l’Académie royale des Sciences & Belles-lettres de Prusse, qui est la principale source de l'article, très rigoureux, de l'Encyclopédie.
La classification scientifique des caméléons a évolué au cours du temps et continue d'évoluer, d'une part parce qu'on découvre encore de nouvelles espèces et parce que les études (en particulier génétiques) amènent parfois à des redécoupages des espèces et genres existants. La famille elle-même des Chamaeleonidae était autrefois nommée Rhiptoglossa (de Rhipto : jeter et de Glossa : la langue).
Les premières descriptions de caméléons furent l'œuvre de Laurenti en 1768, avec le genre Chamaeleo. Il fut suivi par Khul en 1820 puis Duméril et Bibron en 1834, ces derniers ayant commencé une ébauche de classification.
Ce furent les diverses explorations scientifiques en Afrique et à Madagascar au XIXe siècle et au début du XXe siècle qui permirent de répertorier de nombreux spécimens et d'obtenir une classification plus fournie.
En 1843 Fitzinger définit le genre Bradypodion, en 1865 Gray créa le nouveau genre Brookesia et Günther créa le genre Rhampholeon en 1874.
Ce dernier, avec Boulenger, créa en 1887 la première classification reposant sur des critères morphologiques :
- les caméléons ayant une queue plus longue que le corps ;
- les caméléons avec une queue plus courte que le corps et dotés de griffes simples ;
- les caméléons également avec une queue plus courte que le corps et des griffes bicuspides.

Dans les années 1960 à 1980, Hillenius et Klaver proposèrent une classification plus complexe, où les caméléons du genre Chamaeleo furent séparés selon leur répartition géographique et d'autres critères morphologiques. Ceci fut poursuivi par Klaver et Böhme en 1986 en incluant des données anatomiques plus précises (lobes pulmonaires, os, détails des hémipénis), conduisant à la création de deux sous-familles, les Caméléoninés et les Brookésiinés (faux caméléons).
De l'aveu même de ces zoologistes cette classification possède quelques failles, mais elle reste très utilisée par des chercheurs de terrain. Certains, surtout en Amérique (dont la CITES) continuent à utiliser une classification plus ancienne, ce qui est source de confusion entre les publications.
Plus récemment de nouveaux genres ont été décrits : Kinyongia (Tilbury, Tolley & Branch, 2006), Nadzikambia (Tilbury, Tolley & Branch, 2006) et Rieppeleon (Matthee, Tilbury & Townsend, 2004), sans qu'ils soient encore reconnus largement.

### Mythes et croyances
Dans la mythologie zouloue, le caméléon est présenté comme le messager de l'immortalité. Il est ainsi dit qu'un caméléon nommé Unwabu aurait été envoyé par les Dieux pour apporter l'immortalité aux hommes mais que, prenant tout son temps lors de son voyage, il se fait dépasser par Intulu le lézard qui leur apporte la mortalité à jamais.[réf. nécessaire]
Pline l'Ancien, dans la description qu'il lui consacre dans le huitième tome de son Histoire naturelle (publiée vers 77), affirme que cet animal ne se nourrit que d'air. Dans le vingt-huitième tome, citant Démocrite, il explique que certaines parties de l'animal comme le gosier, brûlées avec du bois de chêne, « déterminent la pluie et le tonnerre ». Il poursuit en citant d'autres propriétés qu'il attribue à l'animal. Plus loin dans l'ouvrage, il évoque également les « autres animaux qui changent de couleur : le tarande, le lycaon, le thos ».

Au XIIIes, Brunetto Latini parle aussi de cette alimentation à base d'air dans son encyclopédie Li livres dou Tresor (de), :
— Brunetto Latini, traduction par Gabriel Bianciotto, Le Livre du Trésor, livre I, CLXXXVI, lire en ligne, en ancien français.

### Dans la fiction
- Dans le film d'animation Raiponce des studios Disney, le fidèle compagnon de l'héroïne est un caméléon prénommé Pascal.
- Dans le roman À la Croisée des Mondes, le caméléon est le 20e symbole de l'aléthiomètre de Lyra.
- Dans le film d'animation Rango le personnage principal Rango, est un caméléon dont la voix est doublée par Johnny Depp.
- Dans le film d'animation Monstres & Cie, Randall Bogue surnommé Léon Bogue est un monstre-caméléon capable de changer de couleur pour se fondre totalement dans le décor, mais il perd son camouflage au moindre coup.
- Dans l'ouvrage "Mr.Caméléon" de l'écrivain italien Curzio Malaparte , on suit le parcours d'un caméleon dans la société italienne du début du XXe siècle.
- Dans la saga "Sonic the Hedgehog", Espio the Chameleon est un caméléon membre du groupe "Chaotix" avec Vector et Charmy, connu pour ses techniques de ninja et un ami de Sonic et ses amis.
- Kecleon (Pokémon Rubis et Saphir)
- Larméléon et ses évolutions (Pokémon épée et bouclier)

### En captivité
On rencontre de nombreux caméléons en terrariophilie. Ils sont généralement considérés comme délicats voire difficiles à maintenir, et ce pour plusieurs raisons :
- ils sont souvent fortement dépendants de la température et de l'hygrométrie, ce qui implique de nombreuses contraintes (pulvérisation d'eau très régulière par exemple) ;
- ils ont besoin d'une très forte aération, les terrariums en verre sont donc proscrits sous peine de voir apparaître des infections respiratoires ;
- ils nécessitent des ampoules UV de bonne qualité, ainsi qu'une forte intensité lumineuse (6500K) ;
- la reproduction est souvent délicate, et l'incubation des œufs très longue ;
- leur espérance de vie est plutôt courte (souvent de 2 à 5 ans), et ils sont très sensibles au stress, qui tend à réduire cette espérance de vie.

Malgré tout certaines espèces sont considérées comme accessibles et se rencontrent en terrariophilie, en particulier Furcifer pardalis et Chamaeleo calyptratus.
La législation qui les concerne est très variable. Certaines espèces ne sont pas ou peu protégées, d'autres sont soumises à CITES, d'autres enfin sont intégralement protégées (Chamaeleo chamaeleon par exemple, en tout cas dans la plupart des pays).
À noter que pour la France la législation impose désormais la possession d'un certificat de capacité pour élever la quasi-totalité des espèces de caméléon. Seules trois espèces n'y sont pas soumises : Furcifer pardalis, Chamaeleo calyptratus et Trioceros jacksonii.

## Exemples de caméléons

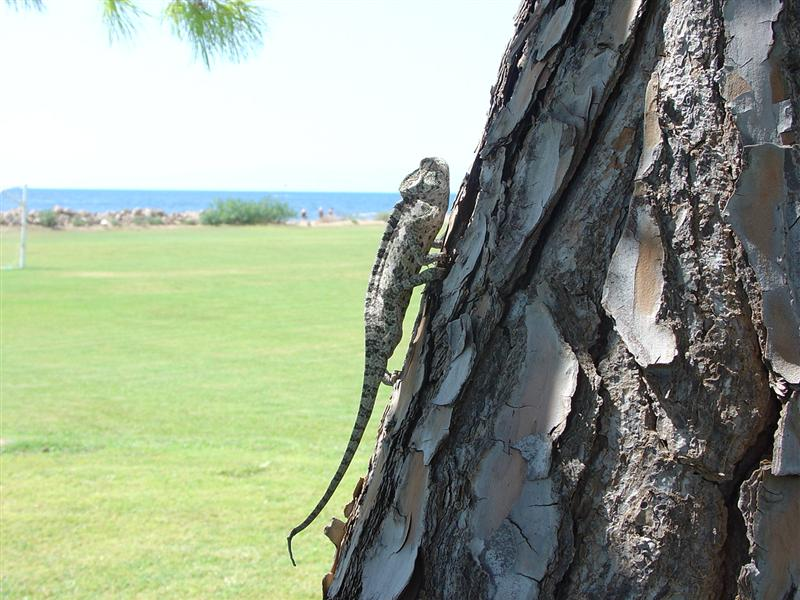
Caméléon commun
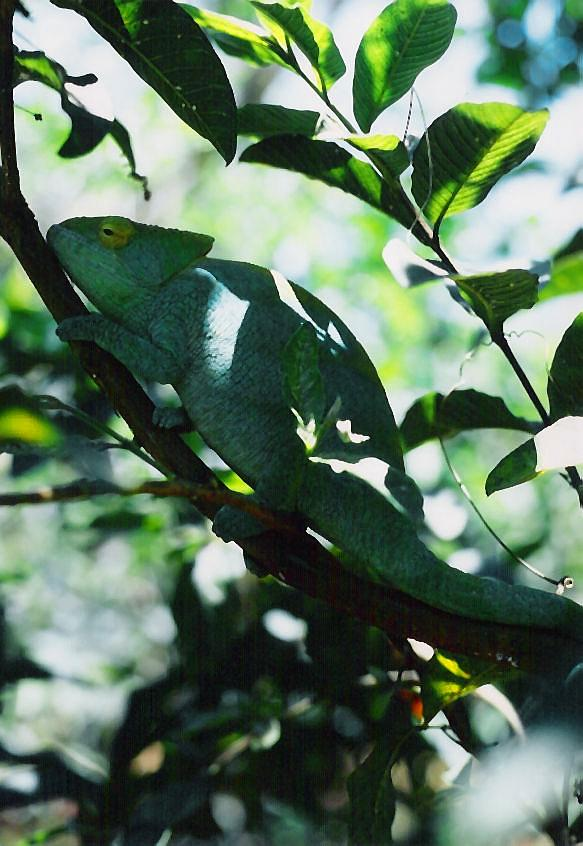
Caméléon de Parson
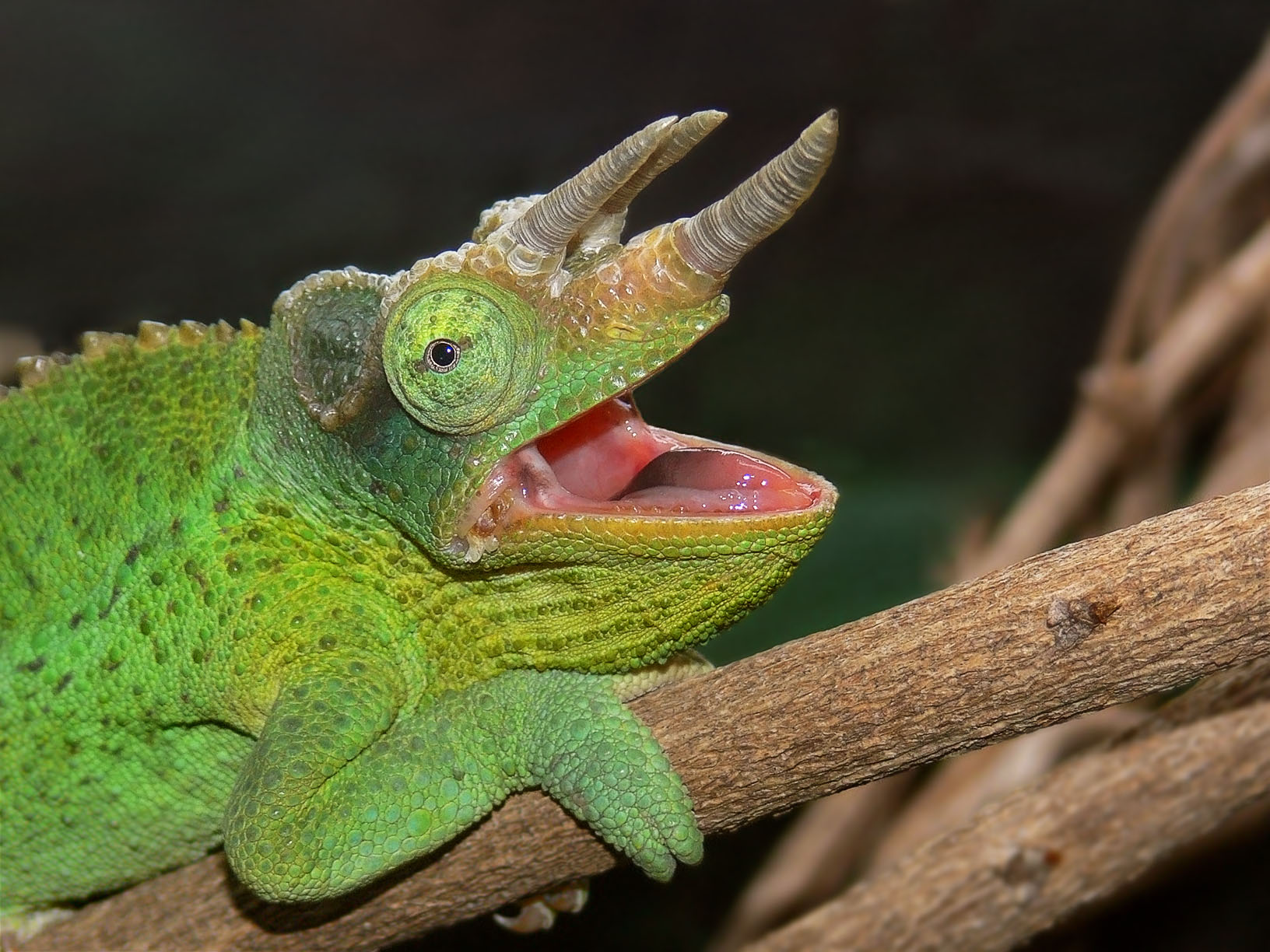
Caméléon de Jackson avec ses cornes.
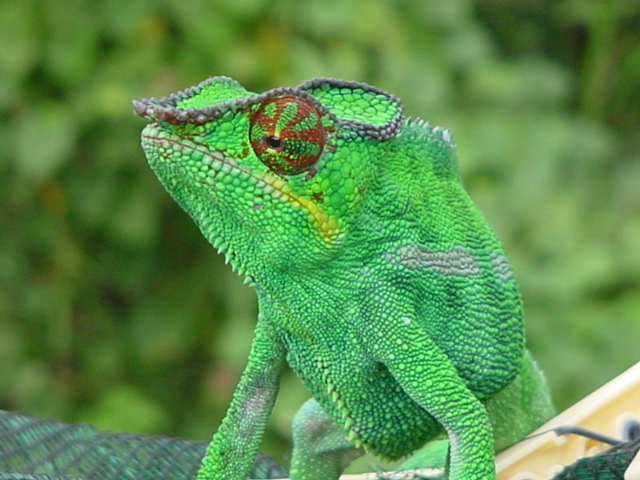
Caméléon panthère vert.
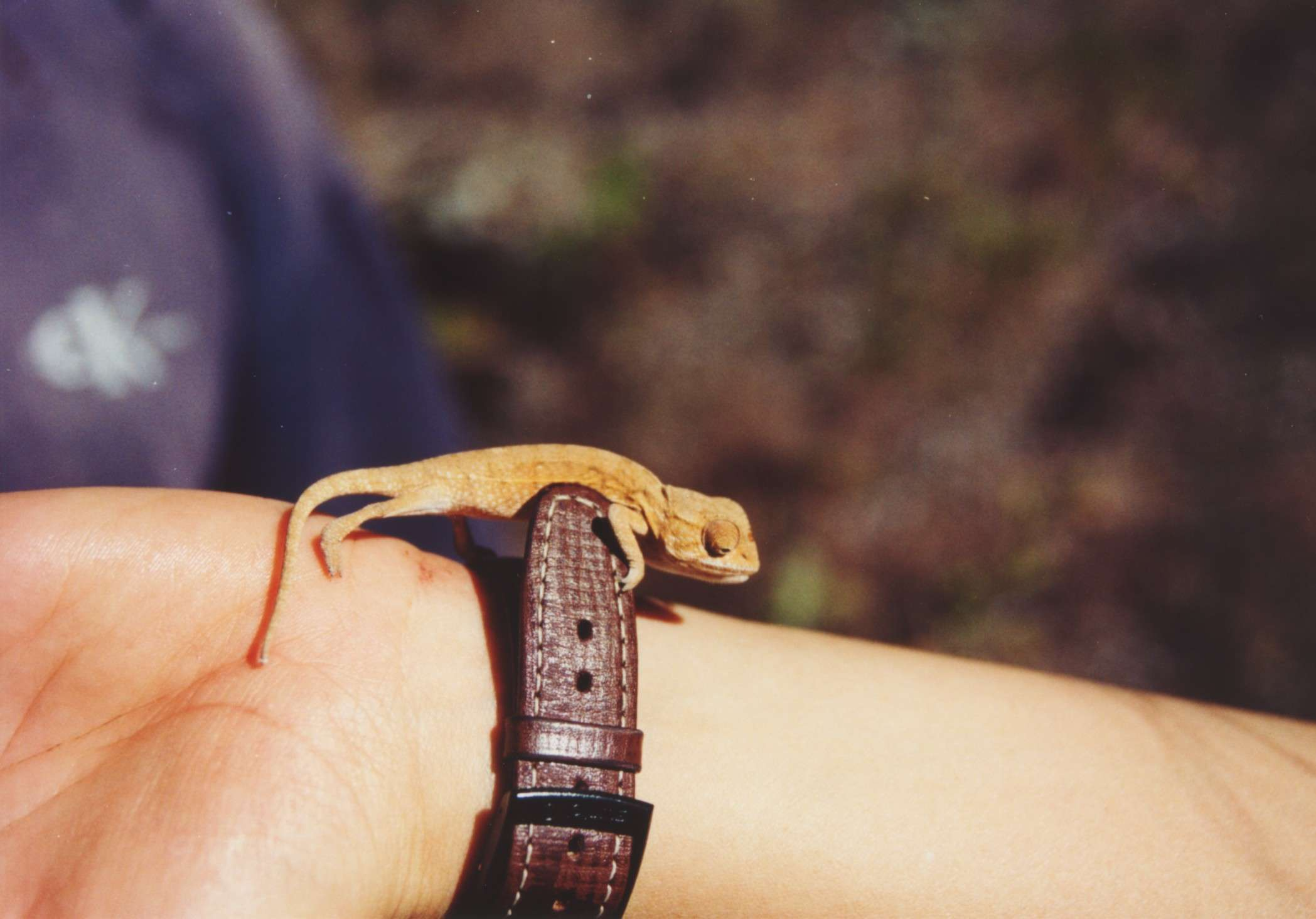
Un bébé caméléon.
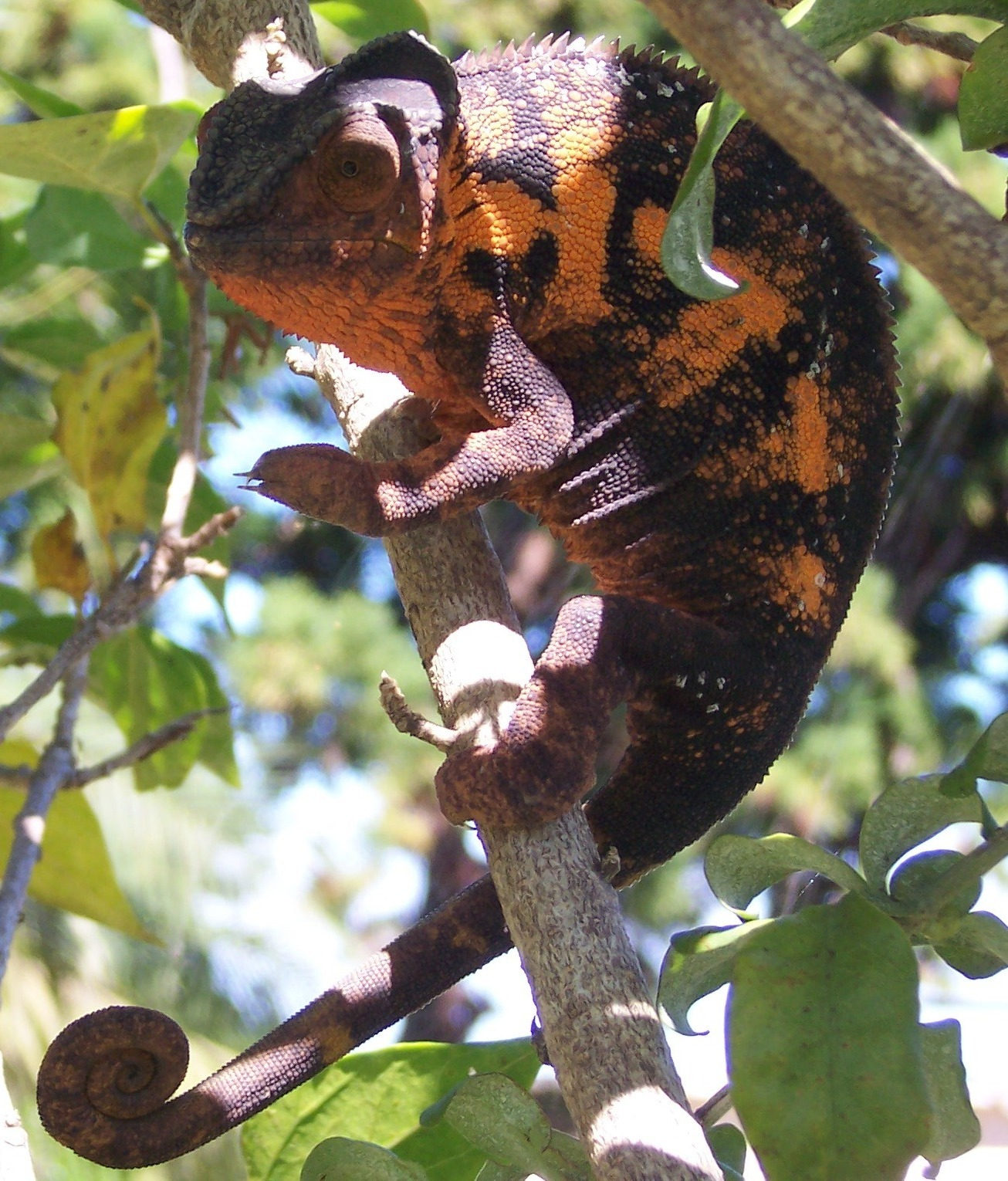
Caméléon panthère Furcifer pardadis
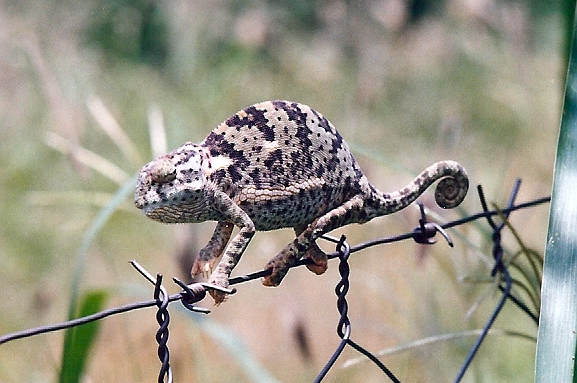
Un caméléon attendant patiemment une proie.
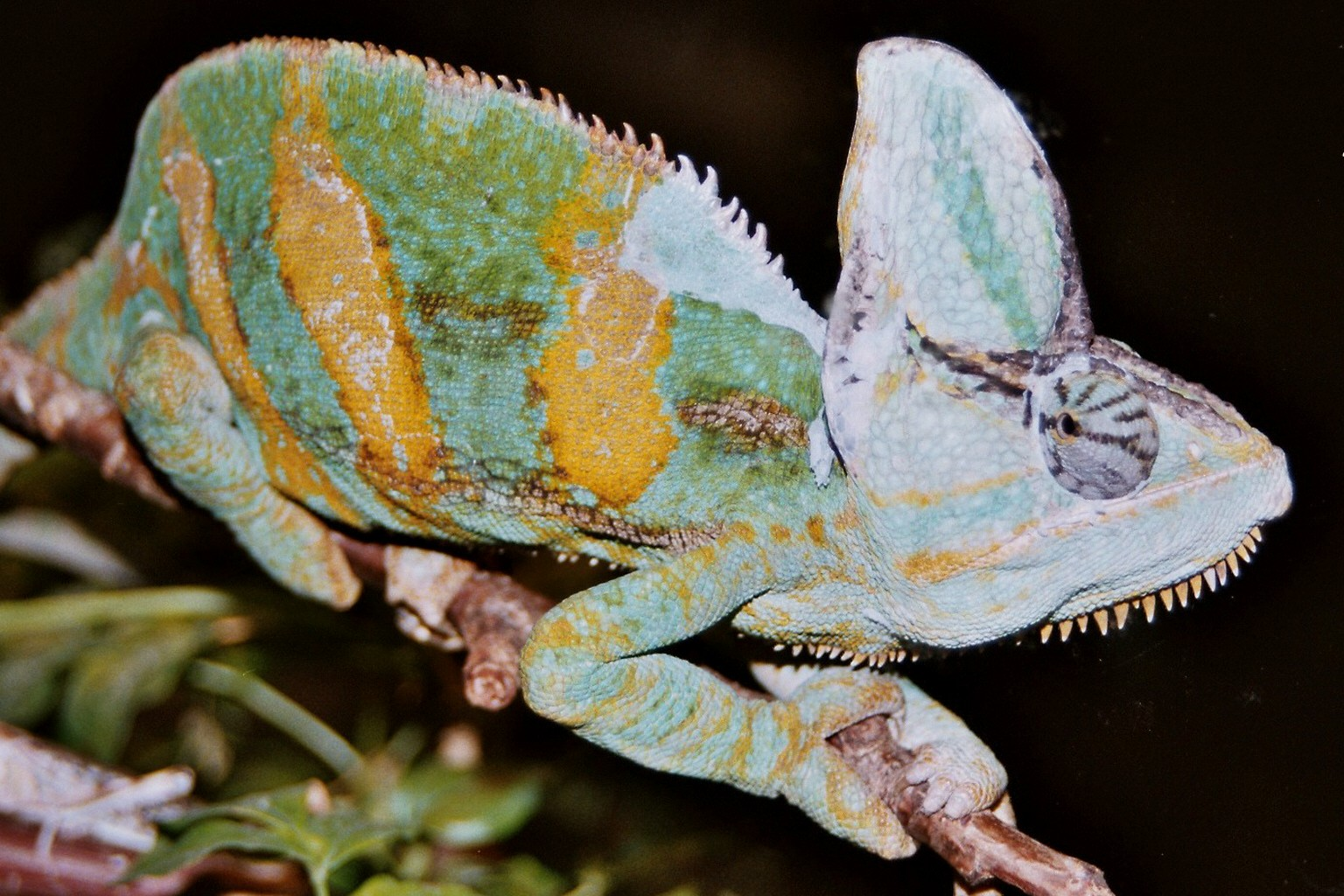
Un caméléon du Yémen sur un arbre.
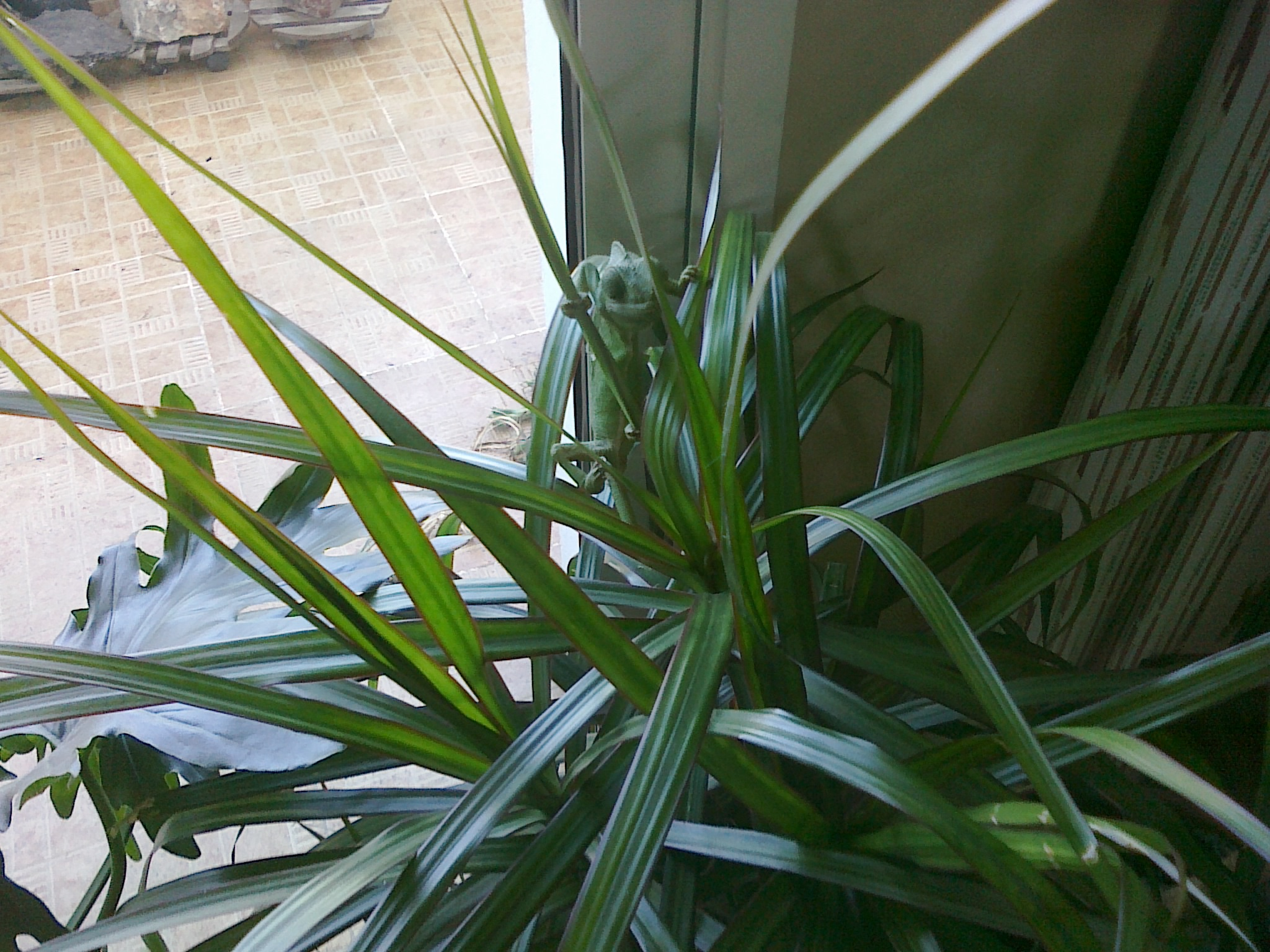
Caméléon du Maroc
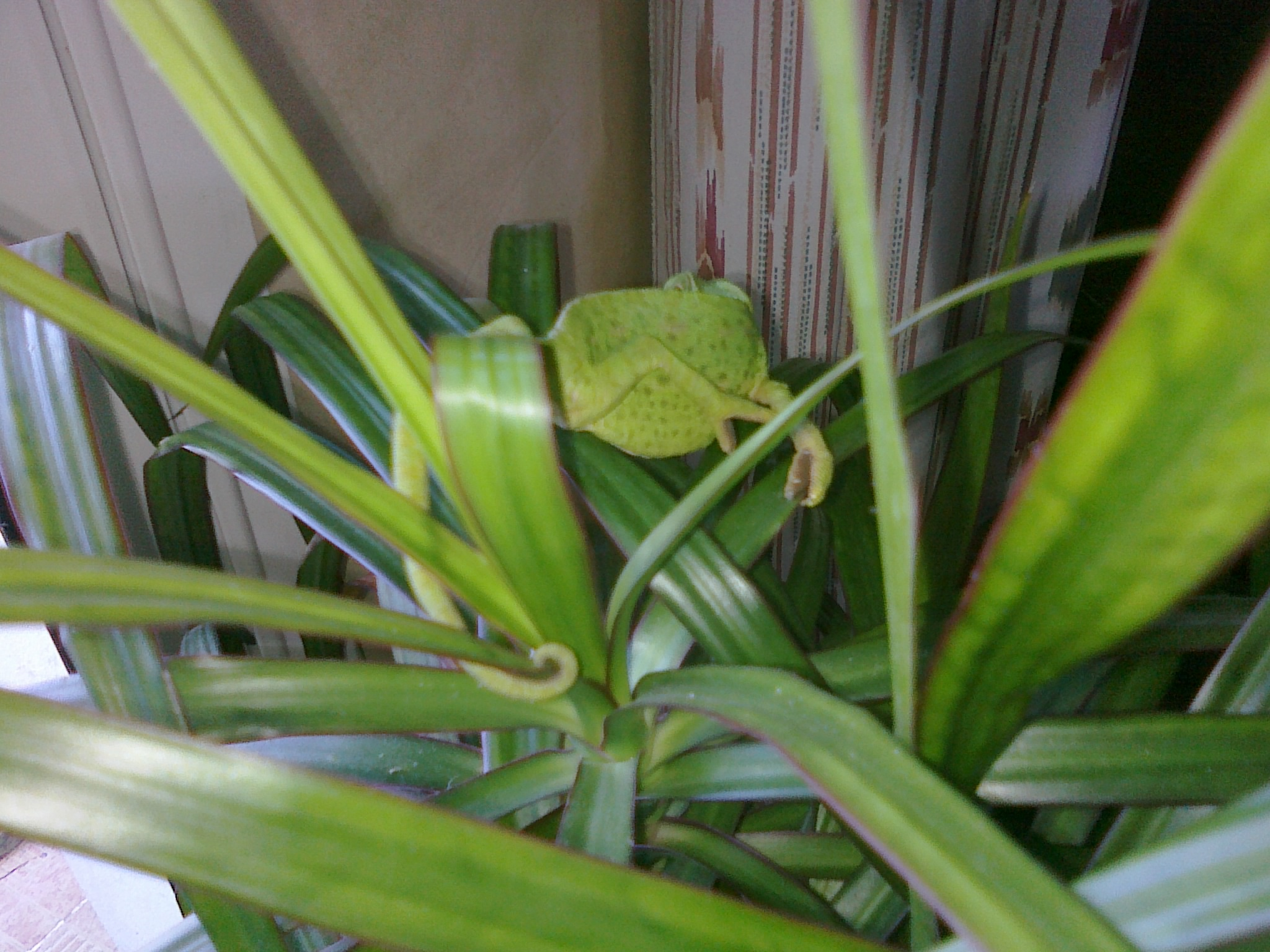
Caméléon du Maroc
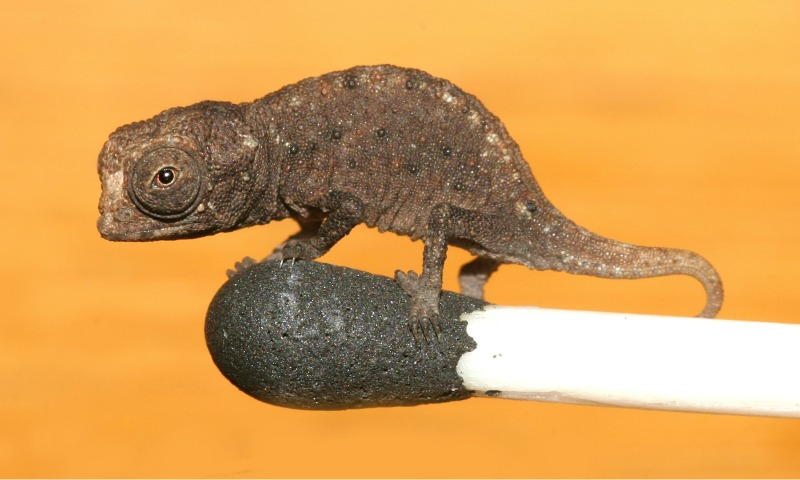
Brookesia micra sur une tête d'allumette
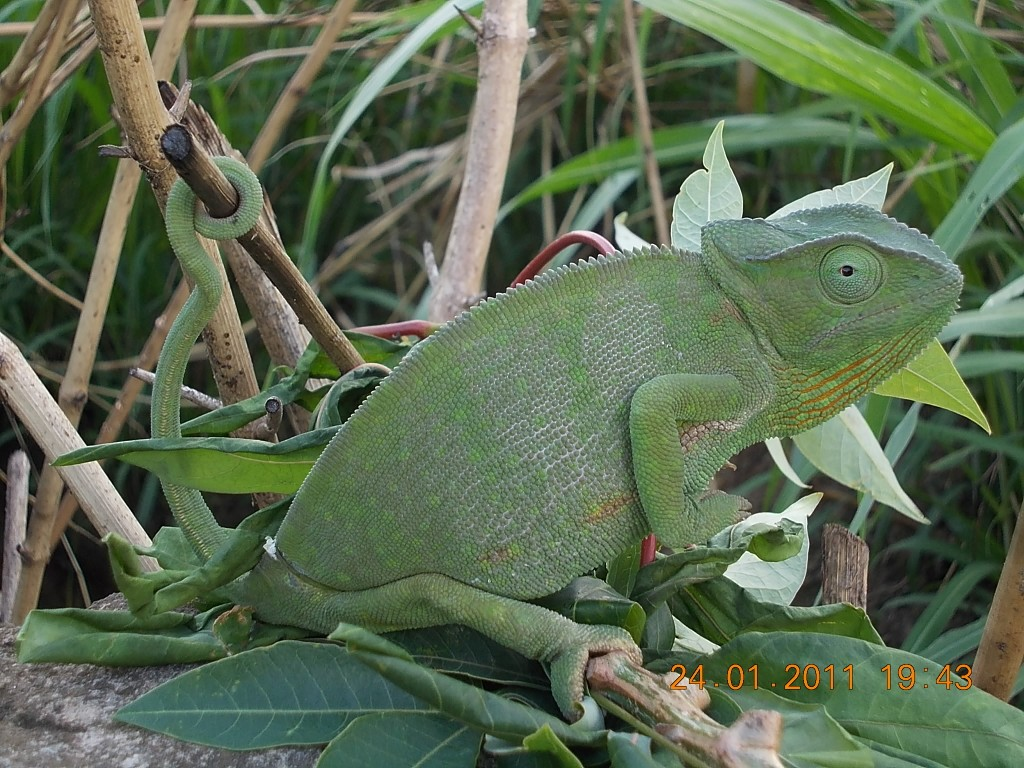
Caméléon en RD Congo
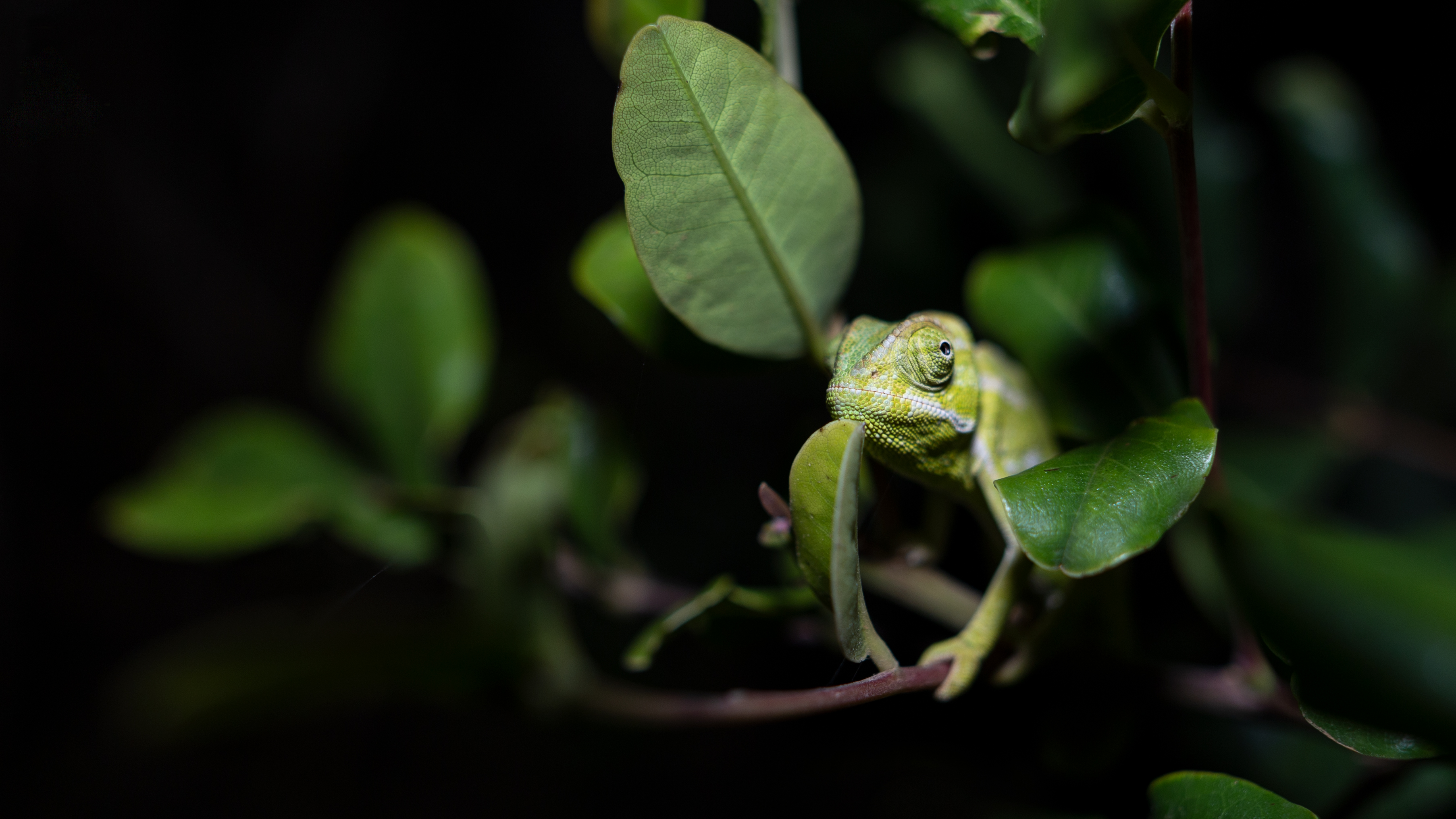
Un petit Chamaeleonidae de nuit à Malte. Aout 2019.

### Publications originales
- Nopsca, 1923 : Die Familien der Reptilien. Fortschritte in der Geologie und Paläontologie, vol. 2, p. 1-210.
- Rafinesque, 1815 : Analyse de la nature ou tableau de l'univers et des corps organisés. Palermo, p. 1-224 (texte intégral).

### Ouvrages
- Maurice Déribéré, Le caméléon, un caprice de la nature, Erec, 1981.